# Kroatienkrieg
10-Tage-Krieg – Kroatienkrieg – Bosnienkrieg – Kosovokrieg
Als Kroatienkrieg wird im Rahmen der Jugoslawienkriege der Krieg in Kroatien zwischen 1991 und 1995 bezeichnet. In Kroatien bezeichnet man diesen bewaffneten Konflikt hauptsächlich als Heimatkrieg (kroatisch Domovinski rat), aber auch als „Großserbische Aggression“ (kroatisch Velikosrpska agresija).
Während des Krieges kämpfte die kroatische Armee gegen die Armee der selbstproklamierten Republik Serbische Krajina (RSK). Die RSK wurde militärisch von der Jugoslawischen Volksarmee (JNA), serbischen paramilitärischen Einheiten sowie durch die Serbische Freiwilligengarde unterstützt.
In den Anfangstagen des Krieges wirkten in Kroatien auch die Hrvatske obrambene snage (HOS) (Kroatische Verteidigungskräfte), diese wurden ab dem 23. November 1991 schrittweise in die reguläre kroatische Armee integriert. Einige Mitglieder der HOS schlossen sich nicht der kroatischen Armee an, sondern beteiligten sich an den dann aufkommenden Gefechten in Bosnien und Herzegowina.
Bei einem Referendum im Mai 1991 sprachen sich 93,24 Prozent der Abstimmenden für eine Loslösung der (Sozialistischen) Republik Kroatien von der Sozialistischen Föderativen Republik Jugoslawien (SFRJ) aus. Dieses Referendum wurde vor allem von den Serben boykottiert, die in der neuen Verfassung Kroatiens nicht mehr explizit erwähnt wurden und sich zu einer nationalen Minderheit degradiert fühlten. Sie strebten nach einer Loslösung von Kroatien und dem Verbleib in der SFRJ.
Nach sich häufenden gewalttätigen Zusammenstößen versuchte die JNA zunächst, das gesamte kroatische Gebiet unter ihre Kontrolle zu bekommen, scheiterte jedoch an der kroatischen Gegenwehr. Daraufhin beschränkten sich die Kampfhandlungen auf das Gebiet der später gebildeten RSK.
Letztlich konnte die kroatische Armee durch ihren militärischen Sieg die territoriale Integrität Kroatiens innerhalb der international anerkannten Staatsgrenze durchsetzen.

## Vorgeschichte

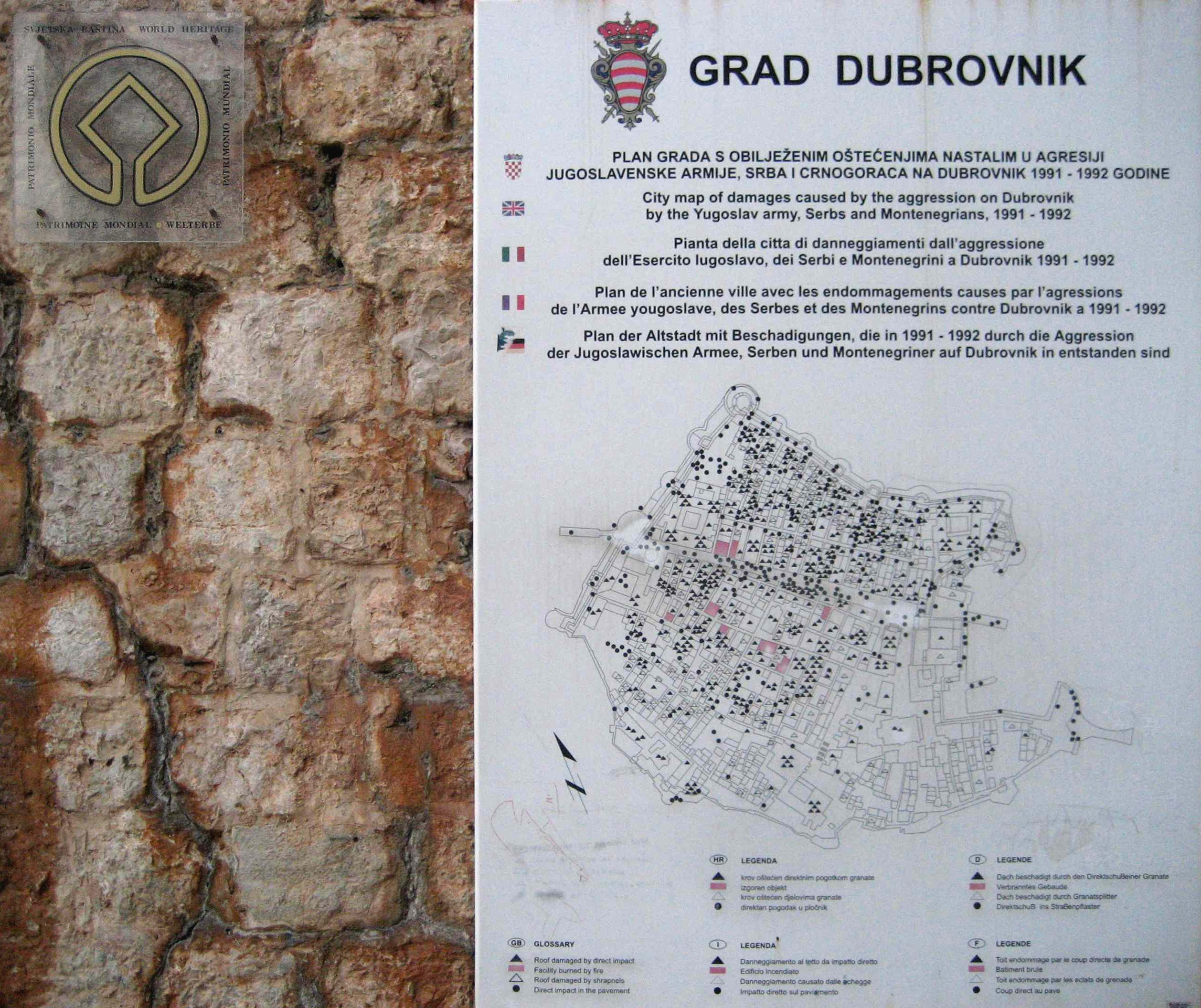
Informationstafel für Touristen in Dubrovnik (Kroatien): Plan der Altstadt mit Beschädigungen, die 1991 und 1992 durch die Angriffe der jugoslawischen Armee bzw. serbisch-montenegrinischen Truppen auf die Altstadt von Dubrovnik entstanden sind

### Kroatien 1990: Wahl und die Folgen
Nach dem Kollaps der kommunistischen Regime in Osteuropa nahm auch in Jugoslawien der Druck zu, freie Wahlen abzuhalten. Infolgedessen fanden in der Teilrepublik Kroatien am 22./23. April und 6./7. Mai 1990 zwei Mehrparteienwahlen statt, bei der die Hrvatska demokratska zajednica (HDZ), mit Franjo Tuđman an der Spitze, über 40 % der Stimmen und auf Grund des Mehrheitswahlrechts 67,5 % der Sitze in den drei gewählten Kammern erhielt. Tuđmans Absichten waren im Vorfeld der Wahlen noch nicht auf einen unabhängigen Staat Kroatien ausgerichtet, sondern auf höhere Selbstbestimmung und Souveränität innerhalb eines reformierten Jugoslawiens. Tuđman begann nach dem Wahlsieg mit der serbischen Minderheit – in diesem Fall vertreten durch den moderaten Führer der Srpska Demokratska Stranka (SDS), Jovan Rašković – zu verhandeln. Man verständigte sich auf „Kulturelle Autonomie“ der serbischen Minderheit. Diese Verhandlungsbasis wurde bereits kurze Zeit später obsolet. Die überproportionale Anzahl (gemessen am Bevölkerungsanteil) der Serben in offiziellen Führungspositionen wurde nach dem Wahlsieg der HDZ deutlich reduziert. Ein weiterer entscheidender Punkt war die Verfassungsreform, die am 25. Juli 1990 übernommen wurde und wonach die serbische Minderheit in Kroatien den Status als konstituierendes Volk verlor.
Kroatien wurde nicht mehr, wie in der jugoslawischen Verfassung von 1974, als Nationalstaat des kroatischen Volkes, Staat des serbischen Volkes in Kroatien und anderer Völker, die in ihm leben, sondern als Nationalstaat des kroatischen Volkes und Staat aller anderen Völker, die in ihm leben definiert.
Große Teile der serbischen Bevölkerung hingegen wollten die „Degradierung“ vom konstituierenden Volk zur Minderheit nicht akzeptieren. Genährt durch Propaganda aus Belgrad verloren die moderaten Stimmen unter den Serben zunehmend an Gewicht und Rašković bekam innerhalb seiner eigenen Partei zunehmend Druck vom radikalen Milan Babić, der nicht nur kulturelle, sondern auch territoriale Autonomie beanspruchte. Mitte August 1990 wurden während der so genannten Baumstammrevolution Straßen an den Grenzen der von Serben beanspruchten Gebiete blockiert, um den Verkehr von und zu den Fremdenverkehrsgebieten an der Küste zu sperren. Ein Ende August in der Gegend von Knin organisiertes Referendum führte am 2. September 1990 zur Ausrufung der „Autonomen Region Serbische Krajina“. Ein Eingreifen der kroatischen Polizei wurde von der Jugoslawischen Volksarmee (JNA) verhindert. Gleichzeitig begann die Vertreibung nichtserbischer Bewohner aus diesen Gebieten.
Im Dezember 1990 wurde ein Verfassungsnachtrag in Kroatien erlassen, der allen Minderheiten in Kroatien die Freiheit zur nationalen Identität, Sprache und Schrift zugestand und damit die kulturelle Autonomie der serbischen Minderheit garantierte. Zu diesem Zeitpunkt war die serbische Position jedoch bereits auf eine Loslösung von Kroatien ausgerichtet. Moderate Stimmen unter den serbischen Politikern standen in der Folge unter zunehmendem Druck auch aus Belgrad. Rašković wurde nach seinen kritischen Aussagen gegen Milošević von den Medien aus Belgrad attackiert, ebenso wie serbische Politiker der SDS, die eine Rückkehr ins kroatische Parlament anstrebten, um bilaterale Verhandlungen fortzusetzen.

#### Bedeutung der Propaganda

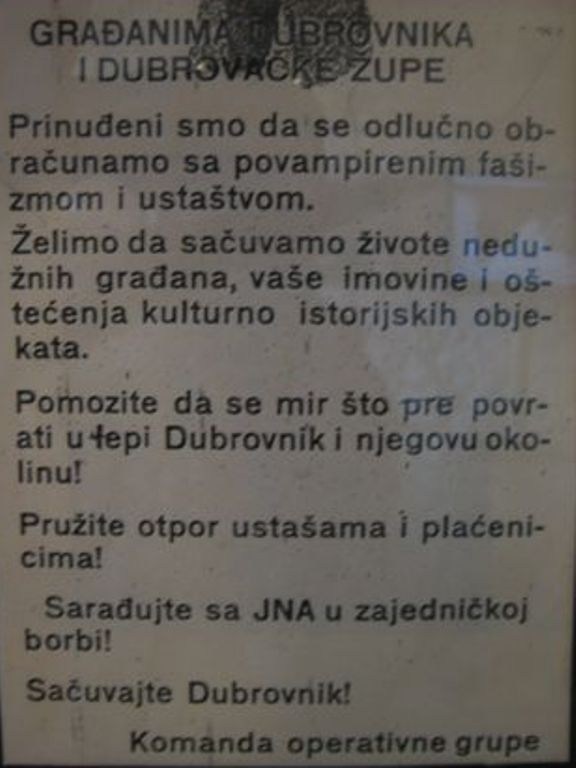
Propaganda-Flugblatt der JNA: Bei der Belagerung von Dubrovnik wurden die Kroaten als Ustascha und Faschisten bezeichnet.

Bereits im Vorfeld der gewaltsamen Auseinandersetzungen wurden durch Propaganda Ängste unter den in Kroatien lebenden Serben geschürt. Belgrader Medien beschuldigten die stärkste kroatische Partei, die nationalistische HDZ, der Planung von Massakern an der serbischen Bevölkerung u. a. begründet durch die steigende Ausgrenzung von Teilen der serbischen Bevölkerung. Die in der kroatischen Verfassung vorgenommene „Herabstufung“ der kroatischen Serben vom zweiten Staatsvolk zur Minderheit stärkte die Diskriminierungsängste der Serben und weckte Erinnerungen an den Unabhängigen Staat Kroatien der faschistischen Ustascha. So wurden immer mehr serbische Mitglieder der kroatischen Regierung ausgeschlossen. In den serbischen Medien wurde zeitgleich ausführlich über die Verbrechen des Ustascha-Regimes an den Serben im Zweiten Weltkrieg berichtet und eine Verbindung zu den führenden kroatischen Politikern hergestellt. Die Befürchtungen der serbischen Bevölkerung wurden durch den in seinem Buch „Irrwege der Geschichtswirklichkeit“ angeblich zum Ausdruck gebrachten Antisemitismus Tuđmans sowie Aussagen während des Wahlkampfes, wie „Ich bin so glücklich, nicht mit einer Serbin oder Jüdin verheiratet zu sein.“ noch verstärkt, als auch durch die Aussage des damaligen Außenministers Zvonimir Šeparović gegenüber der internationalen Presse, „Die serbische Lobby in der Welt [sei] gefährlich, da sie mit jüdischen Organisationen zusammenarbeitet.“ als Begründung für Tuđmans radikale Äußerungen. Tuđman wurde ebenfalls vorgeworfen, die Unterstützung von rechtsextremen Ustascha-nahen Exilkroaten aus dem Ausland kritiklos für sich zu nutzen.
Erschwerend kam noch die öffentliche Darstellung von Ustascha-Symbolen, die Diskriminierung von Serben, vor allem im Beruf, das brutale Vorgehen der kroatischen Polizei, die Verharmlosung serbischer Opfer im Zweiten Weltkrieg und schließlich eine um sich greifende „Serbophobie“ hinzu. Anstatt jedoch die Situation zu beruhigen, weckten und schürten kroatische wie serbische Politiker die nationalen Emotionen. Infolge dieser aufgeheizten Situation entwickelte sich auch ein Konflikt in der kroatischen Polizei. Serbischstämmige Polizisten, die etwa 20 Prozent der Polizisten Kroatiens stellten, weigerten sich, Uniformen mit dem kroatischen Hoheitsabzeichen als Dienstbekleidung zu tragen. Indes ersetzte die Belgrader Führung moderate Kräfte der Serbischen Demokratischen Partei SDS in Kroatien durch Personen, die alle Kompromisse mit Zagreb verweigerten. In der Folge wurden in der „Krajina“ Barrikaden errichtet, bewaffnete Zwischenfälle mit der kroatischen Polizei provoziert und Dörfer gestürmt.
Im weiteren Verlauf des Kroatienkrieges versuchten beide Seiten die Internationale Gemeinschaft zu beeinflussen. Das damalige kroatische Informationsministerium arbeitete mit amerikanischen PR-Firmen wie beispielsweise Ruder Finn zusammen, um angebliche Gräueltaten der serbischen Streitkräfte und paramilitärischen Gruppen zu verbreiten. Sender wie zum Beispiel die britische BBC übernahmen diese erfundenen Meldungen zum Teil völlig ungeprüft und verbreiteten sie weiter. Auf der anderen Seite nutzte der jugoslawische Militärgeheimdienst Kontraobaveštajna služba (KOS) im Rahmen der Operation Labrador Terroranschläge  unter falscher Flagge mit dem Ziel, in den internationalen Medien das Bild eines pro-faschistischen Kroatiens zu propagieren.

#### Ausschreitungen im Maksimir-Stadion
Beim Fußballspiel zwischen dem kroatischen Verein Dinamo Zagreb und dem serbischen Verein Roter Stern Belgrad kam es am 13. Mai 1990 zu heftigen Ausschreitungen. Die Fans beider Lager lieferten sich eine wilde Prügelei, nachdem sie die Absperrungen zum Stadioninneren durchbrochen hatten. Oft wird daher auch dieses Datum als Beginn der Unruhen in Jugoslawien genannt.

#### Baumstammrevolution
Ab August 1990 blockierte die serbische Minderheit in Kroatien die Verbindungsstraßen zwischen der Küste und dem Landesinneren. Unter anderem wurde dadurch der Tourismusverkehr behindert, der den Hauptbestandteil der kroatischen Wirtschaft darstellt. Diese „Baumstammrevolution“ genannten Aktionen waren der erste Schritt der Sezessionsbestrebungen der Serben in Kroatien. Den Hauptort dieser Bestrebungen stellte Knin dar, wo mit rund 79 % mehrheitlich Serben lebten.

### Die Jugoslawische Volksarmee (JNA) und die Kriegsvorbereitungen
Erste Vorbereitungen für eine bewaffnete Auseinandersetzung wurden bereits im Jahr 1990 durch die politische und militärische Führung der SFRJ getroffen: Die Waffen der kroatischen Territorialverteidigung wurden bereits im Mai 1990 von der JNA auf eigenmächtigen Befehl von General Veljko Kadijević beschlagnahmt. Lediglich die kroatische Polizei behielt ihre leichte Bewaffnung. Zudem erhöhte die JNA ihre Truppenstärke in Kroatien bereits in diesem Jahr. Im weiteren Verlauf wurden lokale serbische Einheiten, insbesondere in der Region um Knin, mit Waffen und pensionierten Offizieren der JNA ausgestattet und Pläne für psychologische Kriegführung, Provokationen und ethnische Säuberungen vorbereitet. Zwischen August 1990 und April 1991 führten laut Bericht des UN-Sicherheitsrates „Vorkommnisse mit Bomben und Minen, sowie Angriffe auf kroatische Polizeikräfte“ zu regelmäßigen Zusammenstößen zwischen kroatischen Einheiten und serbischen paramilitärischen Kräften.
Anfangs sah sich die JNA noch zur Erhaltung eines kommunistischen Jugoslawiens verpflichtet. Dies war auch bedingt durch den hohen Anteil an Kommunisten unter den meist serbischen Offizieren. Die politischen und militärischen Ziele wurden letztlich über das Staatspräsidiumsmitglied Borisav Jović sowie Slobodan Milošević an JNA-General und Verteidigungsminister Kadijević vorgegeben. Milošević schien dabei zunächst für einen Erhalt eines kommunistischen Jugoslawiens einzutreten, was auch den Zielen der JNA entsprach. Nachdem in der Auseinandersetzung mit Slowenien jedoch deutlich wurde, dass ein Erhalt Jugoslawiens nicht möglich war, wurde in der Folge die Schaffung eines Großserbiens durch den Anschluss der mehrheitlich serbisch besiedelten Gebiete an Serbien angestrebt. Milovan Đilas sagte dazu in einem Interview:
„Als der Versuch Milosevics, ganz Jugoslawien zu erobern, fehlgeschlagen war, zog er die Theorie „Großserbien“ aus dem Hut – wobei er offiziell immer von der Erhaltung Jugoslawiens sprach.“
General Kadijević sprach Jahre später in der BBC-Dokumentation The Death of Yugoslavia (deutsch: Der Tod Jugoslawiens; deutscher Titel: Bruderkrieg – Der Kampf um Titos Erbe) offen darüber, dass das eigentliche Hauptaugenmerk Belgrads damals bereits auf Kroatien lag. Die Serben hätten schlicht keine nationalen Interessen in Slowenien gehabt bzw. ein offener Krieg gegen ein nach Unabhängigkeit strebendes Slowenien sei auf Dauer vor der internationalen Staatengemeinschaft schwer zu rechtfertigen gewesen, ganz im Gegensatz zu Kroatien, wo etwa 250.000 Serben lebten.
Im März 1991 befahl Borisav Jović eine Intervention der JNA ohne die notwendige Ermächtigung des Präsidentschaftsrats der SFRJ, nachdem es zu Zusammenstößen der Einheiten des kroatischen Innenministeriums mit den serbischen Rebellen gekommen war. Der Antrag zur Ausrufung des Kriegsrechts in Kroatien durch die JNA wurde vom Präsidentschaftsrat der SFRJ ohne Mehrheit abgelehnt.
In der Folge unterstützte die JNA offen die serbischen Rebellen, auch mit schweren Waffen. Sie richtete „Pufferzonen“ ein, die sich sowohl auf Regionen erstreckten, die mehrheitlich von Serben bewohnt wurden (Region um Knin), als auch auf Regionen mit gemischter Bevölkerung (Ostslawonien). In diesen Regionen hatten die Einheiten des kroatischen Innenministeriums keine Kontrolle mehr und wurden auch am Zugang gehindert. Darauf erfolgte in diesen Zonen eine Mobilisierung sowohl serbischer Paramilitärs als auch schwerer Waffen wie Panzer und Artillerie der JNA. Als Grund für die Mobilisierung der Truppe der JNA wurde die Verhinderung eines ethnischen Konflikts genannt, was angesichts der schlechten Ausrüstung der kroatischen Truppen und der offenen Kooperation mit den serbischen Paramilitärs als Vorwand gesehen wird. Borisav Jović sagte später dazu:
„Wir änderten die Taktik und stationierten Armee-Einheiten in den serbisch besiedelten Gebieten Kroatiens. Die Kroaten würden einen Krieg provozieren. Die Armee könnte die betreffenden Gebiete dann einnehmen.“
Anweisungen des Präsidenten der SFRJ, Stjepan Mesić, zum Rückzug der Truppen der JNA im September 1991 wurden von der militärischen Führung der JNA als illegal abgewiesen.

### Unabhängigkeit Kroatiens

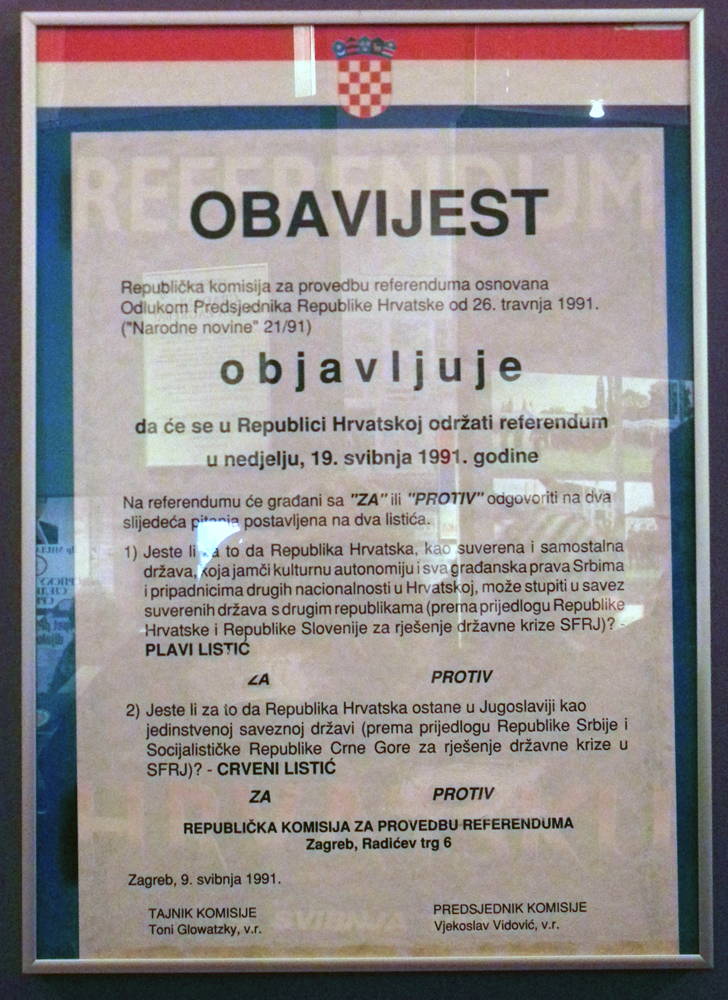
Bekanntmachung zum Referendum über die Unabhängigkeit Kroatiens am 19. Mai 1991 (Museum für kroatische Geschichte, Zagreb)

Am 19. Mai 1991 fand in Kroatien ein Referendum über die Unabhängigkeit von der SFRJ statt. Lokale Serbenführer wie beispielsweise Jovan Rašković, Milan Babić und Milan Martić von der Serbischen Demokratischen Partei und der Serbischen Radikalen Partei riefen jedoch in einigen Teilen Kroatiens zum Boykott des Referendums auf. Die serbische Bevölkerung stellte im Jahr 1990 11,9 % der Gesamtbevölkerung Kroatiens dar.
Ein Ergebnis von über 55 Prozent der Stimmen hätte zu einem erfolgreichen Referendum gereicht. Als Ergebnis des Referendums sprachen sich 94,7 Prozent der Wähler für die staatliche Unabhängigkeit Kroatiens aus. Infolgedessen erklärte die kroatische Regierung am 25. Juni 1991 ihre Unabhängigkeit von der SFRJ.
Die Europäische Kommission bat jedoch die kroatische Regierung, die Unabhängigkeitserklärung für drei Monate auszusetzen.

## Kriegsverlauf

### Ethnische Verteilung vor Ausbruch des Krieges (spätere „Republik Serbische Krajina“)
| Volkszählung (Frühjahr 1991) | Serben  | Serben   | Kroaten | Kroaten  | andere  | andere   | gesamt  |
| ---------------------------- | ------- | -------- | ------- | -------- | ------- | -------- | ------- |
| Volkszählung (Frühjahr 1991) | absolut | anteilig | absolut | anteilig | absolut | anteilig |         |
| spätere RSK gesamt           | 245.800 | 52,3 %   | 168.000 | 35,8 %   | 055.900 | 11,9 %   | 469.700 |
| UNPA Sektor Nord und Süd     | 170.100 | 67 %     | 70.700  | 28 %     | 13.100  | 05 %     | 253.900 |
| Teile Westslawoniens         | 14.200  | 60 %     | 6.900   | 29 %     | 2.600   | 11 %     | 23.700  |
| Teile Ostslawoniens          | 61.500  | 32 %     | 90.500  | 47 %     | 40.200  | 21 %     | 192.200 |

Anmerkung: Die Bevölkerungszusammensetzung der Gebiete war äußerst heterogen. In nahezu jeder Ortschaft gab es zum Teil bedeutende Minderheiten der einen oder anderen Volksgruppe.

### Kriegsausbruch 1991

#### Kriegstaktik der Jugoslawischen Volksarmee

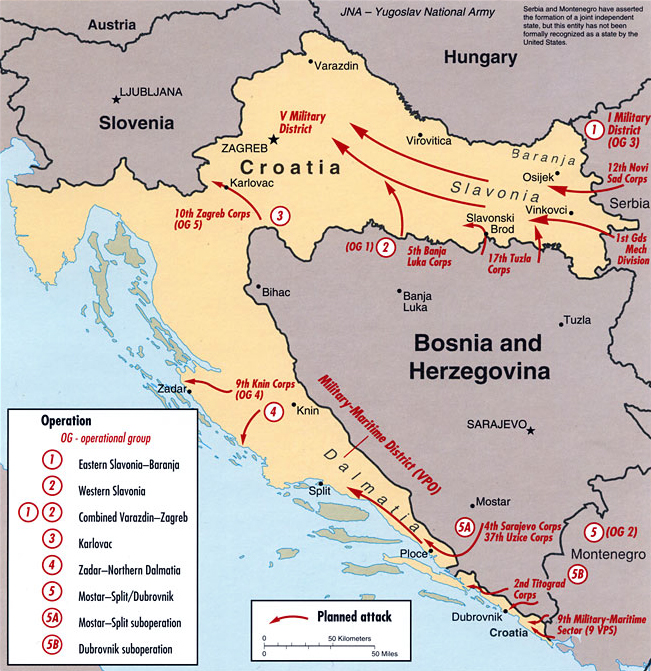
Plan der JNA bezüglich der Vorgehensweise, der aufgrund des starken kroatischen Widerstandes aber nie in vollem Umfang umgesetzt wurde

Bereits zu Beginn der Kriegshandlungen wurde die selbsternannte Republik Serbische Krajina von Reservisten, Wehrpflichtigen und Offizieren der Jugoslawischen Volksarmee sowie freiwilligen paramilitärischen Verbänden aus Serbien unterstützt.
Bereits vor dem Ausbruch des Krieges erkundigte sich General Kadijević im Frühjahr 1991 beim sowjetischen Verteidigungsminister Dimitrij Jasow nach einer möglichen Intervention des Westens. Jasow verdeutlichte Kadijević, dass der Westen im Falle einer Militäraktion der JNA nicht eingreifen werde. Die Einsätze der Jugoslawischen Volksarmee in Kroatien sollten in drei Phasen verlaufen:
- Brücken über größere Flüsse wurden eingenommen und kroatische Polizeieinheiten „neutralisiert“.[26] Neben direkten Angriffen bspw. auf Ausbildungslager der aus den kroatischen Sonderpolizeieinheiten hervorgegangenen Nationalgarde Kroatiens wurden paramilitärische Serbenverbände durch Artillerie und schwere Waffen unterstützt und verteidigt.[27]
- Die JNA versuchte die Verkehrsverbindungen zwischen der Hauptstadt Zagreb und den Kriegsgebieten zu unterbrechen.[26] Insbesondere die Verbindungen nach Dalmatien (über Knin) und nach Ostslawonien waren für die Versorgung der kroatischen Truppen entscheidend.
- In den Gebieten, die unter serbischer Kontrolle standen, wurden ethnische Säuberungen mittels Einschüchterung und Terror an Kroaten und anderen Nicht-Serben durchgeführt.[26] Paramilitärische Einheiten wurden dazu als Unterstützung verwendet, die unterschiedlichen serbischen Siedlungsgebiete in Kroatien miteinander zu verbinden.[32]

Die militärische Strategie der JNA beinhaltete grundsätzlich einen intensiven Artillerie- und Mörserbeschuss. Generaloberst Blagoje Adžić präferierte den Einsatz gepanzerter und mechanisierter Einheiten, um bei hoher Kampfkraft die eigenen Verluste gering zu halten.
Entsprechend den Äußerungen von General Kadijevic (vom September 1991) war die grundsätzliche Überlegung eine komplette Blockade Kroatiens von See und Luft aus sowie die Organisation der Angriffsrouten der Hauptkräfte, um die einzelnen serbisch kontrollierten Gebiete zu vereinen. Die stärksten Einheiten der gepanzerten Divisionen sollten (nach dem ursprünglichen Plan) nach der Eroberung Ostslawoniens nach Westslawonien gezogen werden und anschließend weiter nach Zagreb und Varaždin. Einheiten aus Trebinje, Herzegowina, sollten über Dubrovnik weiter ins Neretva-Tal und schließlich die Grenzen der serbischen Krajina sichern. Nach der Sicherung des Gebiets sollten die Truppen der JNA zusammen mit den verbleibenden Truppen aus Slowenien abgezogen werden. Kroatien hätte danach alle serbischen Forderungen erfüllen müssen.

#### März 1991: Ausbruch der Kampfhandlungen

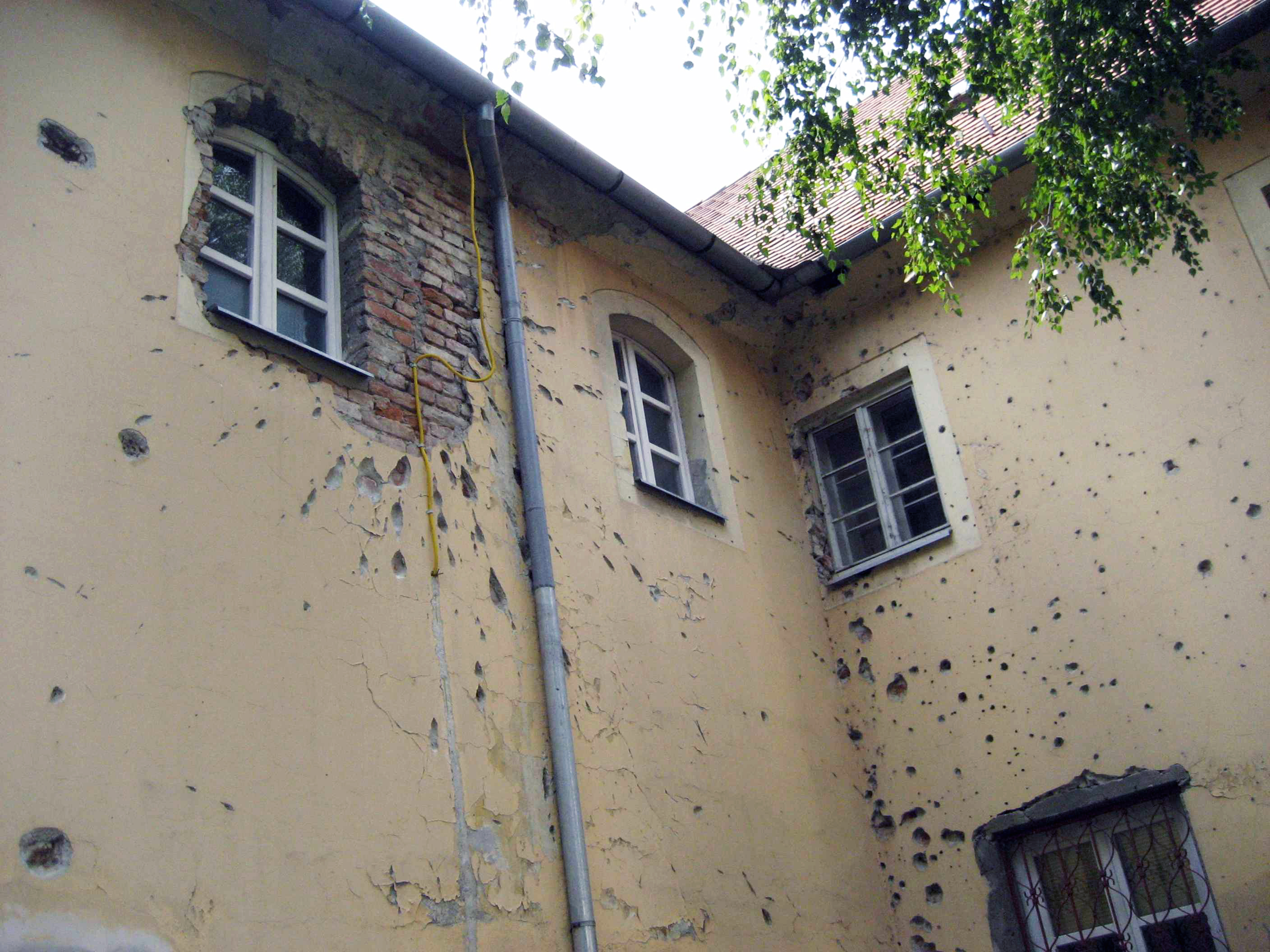
Spuren des Artilleriebeschusses in Osijek durch die Jugoslawische Volksarmee

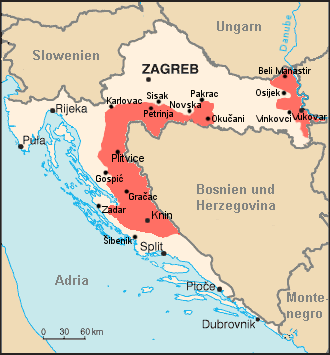
Gebiet der sogenannten „Republik Serbische Krajina“ von 1991–1995

Als echter Kriegsausbruch wird rückblickend der 31. März 1991 betrachtet. Der bewaffnete Zwischenfall bei den Plitvicer Seen war die erste Konfrontation zwischen serbischen und kroatischen Polizisten bzw. paramilitärischen Kräften. Auf Drängen von Jović wurde die Region Plitvice anschließend zur Pufferzone erklärt und die Einheiten des kroatischen Innenministeriums zum Abzug gedrängt. Dadurch wurde auch der Schutz der serbischen Kräfte in der Krajina, die sich gegen einen Verbleib in einem Staat Kroatien aussprachen, gestärkt.
Am 18. April 1991 wurde die Nationalgarde Kroatiens (Zbor narodne garde Republike Hrvatske, ZNG RH) aus Spezialeinheiten der Polizei und der ehemaligen Territorialverteidigung gebildet. Neben der kroatischen Nationalgarde, die dem Innenministerium (MUP) unterstand, wurden verschiedene bewaffnete Verbände organisiert. Als Beispiel seien die Kroatischen Verteidigungskräfte genannt, welche als paramilitärischer Flügel der damals faschistischen HSP gebildet wurden und zeitweise bis zu 6000 Mann stark waren. Ein Gesetz im November führte zur Reform der Verteidigungskräfte (insb. der ZNG) in eine reguläre Armee. Dies war faktisch der erste Schritt zur Schaffung der kroatischen Armee.
Im Mai 1991 kam es zum Scharmützel von Borovo Selo, bei dem zwölf kroatische Polizisten von serbischen Paramilitärs getötet wurden. Als Reaktion darauf ermächtigte der jugoslawische Staatspräsident Borisav Jović am 5. Mai 1991 die JNA – die sich noch offiziell als neutral definierte – mit dem Ziel, den jugoslawischen Staatenverbund zu verteidigen, in Kroatien zu intervenieren. Für diesen Befehl lag allerdings kein Beschluss durch das Präsidium der Republik Jugoslawiens vor. Diese Intervention sah die Bildung der Pufferzonen vor, in denen es faktisch zu einer Zusammenarbeit mit den serbischen Paramilitärs kam: Die serbischen Paramilitärs hatten in den Pufferzonen der JNA freie Bewegungsmöglichkeiten. Angriffe durch die ZNG wurden häufig durch die JNA abgewehrt.
Die serbischen Paramilitärs nutzten den Schutz der JNA zu Angriffen auf verschiedene Dörfer in Ostslawonien, bei Osijek, Vukovar und Vinkovci und zu Angriffen auf die ZNG. Auch in der Region um Lika und Knin sammelten sich verschiedene paramilitärische Einheiten. Die dortige Polizei unterstand Milan Martić, die territoriale Verteidigung Milan Babić. Obwohl die Kampfkraft dieser Truppen noch eingeschränkt war, profitierten auch diese Einheiten vom Schutz der Pufferzone. Während des Krieges in Kroatien kämpften bis zu 12.000 serbische Freischärler in Kroatien.
Im August 1991 kontrollierten serbische Freischärler vor allem aufgrund der waffentechnischen Überlegenheit durch die Hilfe der JNA etwa ein Drittel des kroatischen Staatsgebietes.

#### Herbst 1991: Massive Kampfhandlungen beginnen

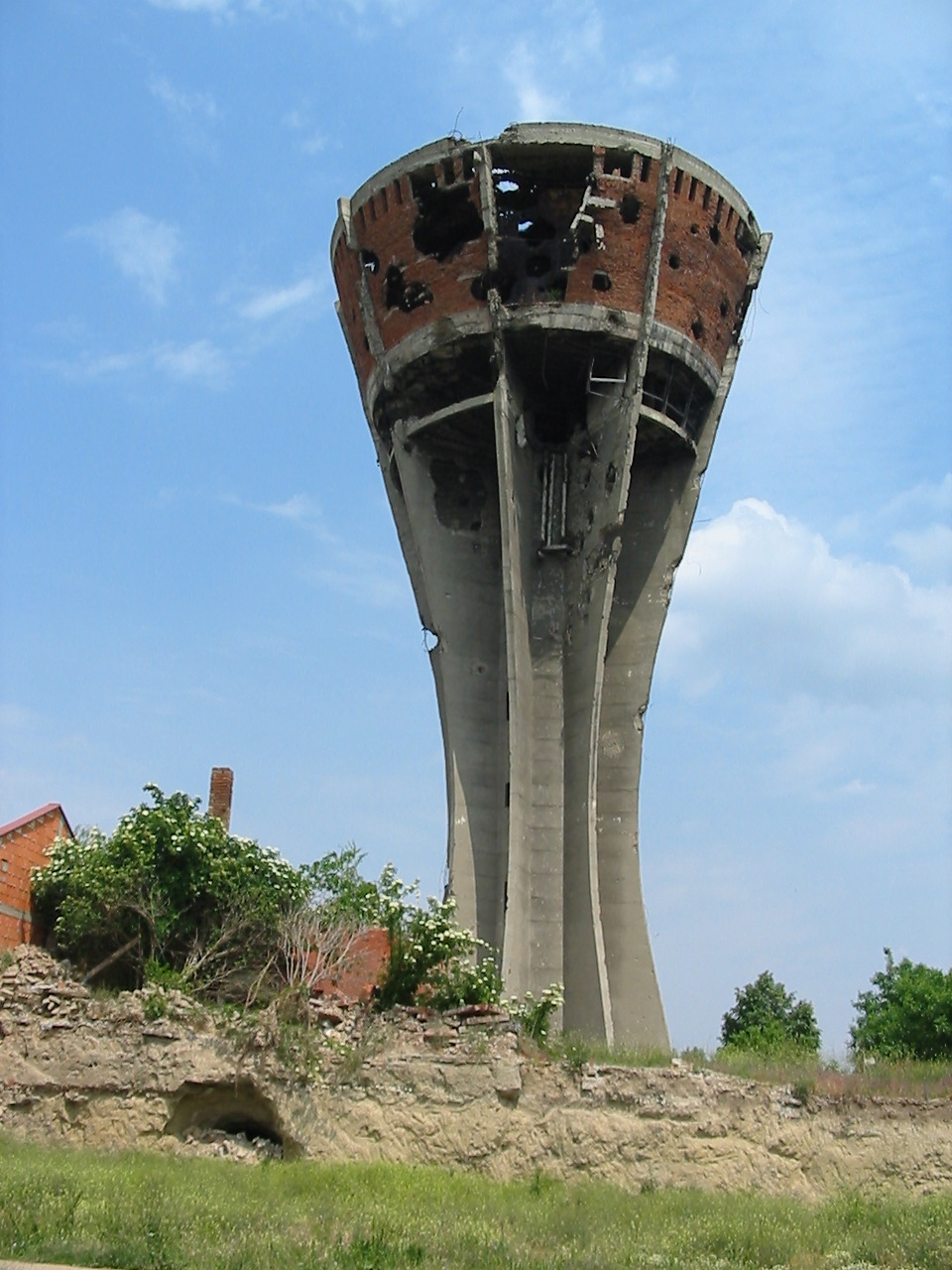
Wasserturm von Vukovar, Symbol der Schlacht um Vukovar

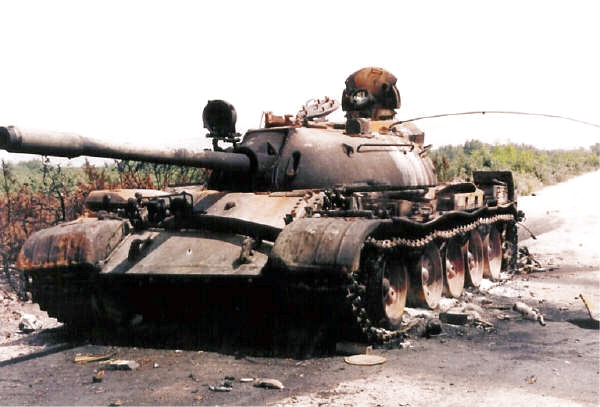
Zerstörter serbischer Panzer auf der Straße nach Drniš

Im September wurde Vukovar von einem größeren Regiment der JNA sowie serbischen Paramilitärs angegriffen. Die Schlacht um Vukovar endete am 18. November 1991 mit dem Fall der Stadt. Die Volksarmee setzte neben gepanzerten Fahrzeugen und Panzern auch Artillerie ein, konnte die Stadt trotz der zahlenmäßig und ausrüstungstechnischen Überlegenheit aber nur unter hohen Anstrengungen einnehmen. Militärisch gesehen hätte die Stadt durch die Angreifer isoliert werden können, um den Weiterzug der Truppen in das Landesinnere zu ermöglichen. Die Belagerung und Zerstörung der Stadt lässt daher auf eine Machtdemonstration der angreifenden Truppen schließen. Die kroatische Armee konzentrierte sich in dieser Zeit weniger auf Ostslawonien denn auf Zagreb und Westslawonien: Tuđman fürchtete einerseits den direkten Angriff auf die Hauptstadt als auch einen JNA-Vorstoß in Westslawonien.
Schwere Waffen und Geräte der JNA, die noch vor dem Ausbruch der Kampfhandlungen aus JNA-Kasernen in die Vojvodina, nach Banja Luka und in die Herzegowina verlegt worden waren, wurden nun zum Angriff auf kroatische Städte genutzt. Ziele der Angriffe durch JNA und serbische Paramilitärs waren unter anderem die Städte Dubrovnik, Šibenik, Zadar, Karlovac, Sisak, Slavonski Brod, Osijek und Vinkovci.
Am 7. Oktober 1991 feuerte ein Kampfflugzeug der JNA eine Luft-Boden-Rakete in das Zagreber Regierungsgebäude, in dem sich Präsident Tuđman und weitere Regierungsmitglieder befanden. Bei diesem Anschlag wurde niemand ernsthaft verletzt. Am folgenden Tag brach das kroatische Parlament (Sabor) sämtliche staatsrechtlichen Verbindungen mit der SFRJ ab. Daher wird seitdem am 8. Oktober in Kroatien der Unabhängigkeitstag gefeiert.
Ungefähr gleichzeitig begann die Schlacht um Dubrovnik, die neun Monate später durch eine erfolgreiche Offensive der kroatischen Armee beendet wurde. Im Verlauf der Schlacht wurde das Umland zwischen der montenegrinischen Grenze im Süden und Ston im Norden von den Truppen der JNA besetzt und die Zivilbevölkerung vertrieben. Die Verluste auf kroatischer Seite waren bereits im Oktober sehr hoch: Ungefähr 20.000 Kroaten, hauptsächlich Zivilisten, wurden getötet oder verwundet. Mindestens 200.000 Gebäude wurden zerstört, darunter Kirchen, Schulen und kulturelle Monumente, sowie 50 Brücken. 170.000 Kroaten wurden aus diesen Gebieten vertrieben.
Aufgrund der für die JNA unerwartet heftigen Gegenwehr der Kroaten verlor die JNA bis Oktober 1991 an Kampfkraft. Zusätzlich wurden viele Kasernen der JNA von den kroatischen Kräften übernommen. Diese zusätzliche militärische Ausrüstung und Verbesserungen hinsichtlich der Organisation steigerten die Kampfkraft der kroatischen Truppen, und somit auch deren Möglichkeiten, der JNA Widerstand zu leisten. So gelang es der kroatischen Armee, zwischen Oktober und Dezember 1991 mit verschiedenen Militäroperationen in Westslawonien (u. a. Operation Otkos 10, Operation Orkan 1991 und Operation Strijela) die JNA zurückzudrängen und Gelände zu gewinnen.
Nach den erfolgreichen Operationen der kroatischen Armee im November und Dezember 1991 musste die JNA weitere Geländeverluste bereits eroberter Gebiete befürchten und erhöhte so den Druck zu Verhandlungen. Durch das Waffenstillstandsabkommen von Sarajevo am 2. Januar 1992 wurden die Kampfhandlungen in Kroatien deutlich zurückgefahren. Zur Überwachung des Waffenstillstands wurden UNPROFOR-Truppen an den Demarkationslinien in Stellung gebracht.
Am 19. Dezember 1991 wurde in Knin, als Reaktion auf die kroatische Unabhängigkeit, die Republik Serbische Krajina proklamiert. Diese wurde international nie anerkannt. Da das Gebiet der RSK etwa in der Mitte Kroatiens liegt, wurde das Land durch die Aufständischen in zwei Teile geteilt, und alle Verbindungsstraßen wurden durch die Freischärler blockiert.

### Kriegsjahre 1992 und 1993

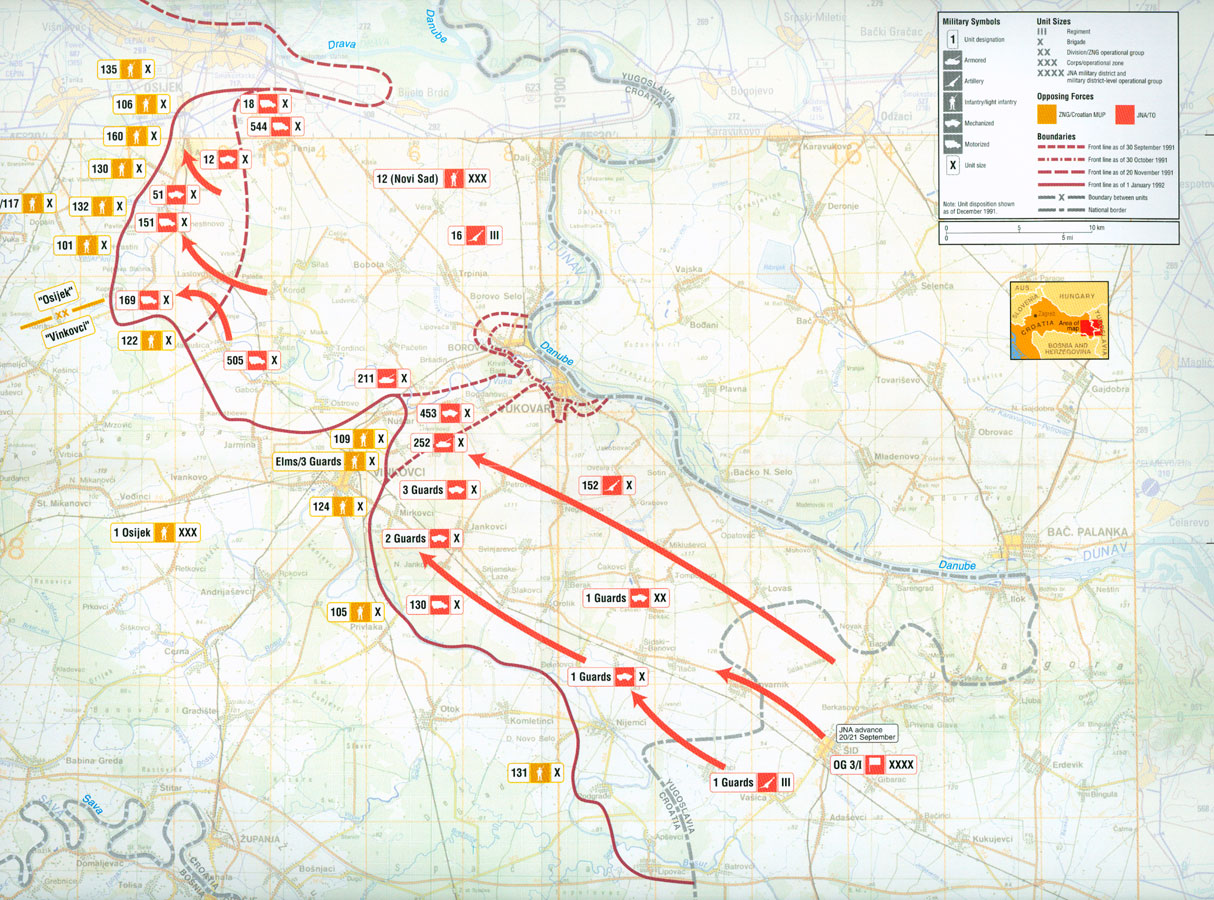
Angriffe der Jugoslawischen Volksarmee in Ostslawonien (Sept. 1991–Jan. 1992)

#### Internationale Anerkennung Kroatiens 1991–1992
Kroatien und Slowenien wurden durch die EG (auf Insistieren Deutschlands) Mitte Dezember 1991 mit Wirkung vom 15. Januar 1992 anerkannt. Peter Carington, 6. Baron Carrington, kritisierte die Anerkennung von Seiten der EG, da dies seinen Plan für eine ganzheitliche Lösung der Jugoslawienkrise und aller sechs Republiken vereitelte.
Das durch den UNO-Vermittler Cyrus Vance initiierte Waffenstillstandsabkommen platzierte die irregulären serbischen Truppen in „von der UNO geschützte Zonen“. Dementsprechend stationierte die UN am 21. Februar 1992 gemäß Resolution 743 des UN-Sicherheitsrates 16.000 Soldaten zur Erhaltung des Friedens in Kroatien und Bosnien und Herzegowina (UNPROFOR). Die Soldaten sollten sich jedoch neutral verhalten und vor allem die Versorgung der Zivilbevölkerung beobachten und unterstützen. Praktisch führte die internationale Anerkennung in Zusammenhang mit der Stationierung von UN-Truppen zu einer vorläufigen Beruhigung der Kriegshandlungen in Kroatien.
Am 22. Mai 1992 wurde Kroatien Mitglied der Vereinten Nationen.

#### Das UN-Beobachtungsmandat
Das Mandat der UNPROFOR verpflichtete die Truppen zur Neutralität und erlaubte nur die Beobachtung der Einhaltung von Waffenstillständen sowie in begrenztem Umfang den Schutz und die Versorgung der Zivilbevölkerung, besonders in den 1993 eingerichteten UN-Schutzzonen. Ein militärisches Eingreifen der Truppen wurde jedoch nicht gestattet. Rückblickend wird das Mandat heute als gescheitert angesehen, da es de facto keine Stabilisierung der Lage herbeiführte. Zivile Opfer hätten durch ein aktives Eingreifen der internationalen Truppen verhindert werden können.
Die Führung der RSK sah in der Kontrolle der wichtigsten Verkehrsverbindungen vom nördlichen Kroatien nach Dalmatien durch die von ihr kontrollierten Gebiete in der Lika und Norddalmatien und nach Slawonien durch das von ihr kontrollierte Gebiet in Westslawonien ihr Hauptdruckmittel gegenüber der kroatischen Regierung. Die Verhandlungen über die Öffnung der Verkehrswege und eine Rückkehr von Flüchtlingen und Vertriebenen kamen nicht voran, da die serbische Seite als Vorbedingung die Anerkennung der Unabhängigkeit der RSK durch Kroatien verlangte, wozu dieses niemals bereit gewesen wäre. Die von internationalen Vermittlern vorgelegten Friedenspläne, die eine weitgehende Autonomie der Serben innerhalb Kroatiens vorsahen, hatten unter diesen Umständen keinen Erfolg.
Im Oktober 1993 erkannte der UN-Sicherheitsrat die unter UNO-Aufsicht befindlichen serbisch besetzten Gebiete als „Bestandteile Kroatiens“ an. Dennoch konnten im Zeitraum 1992–1995 die vertriebenen Kroaten nicht in ihre Heimatorte zurückkehren.

#### Weiterer Kriegsverlauf
Die jugoslawische Armee verpflichtete sich zu einem Abzug der Truppen von kroatischem Territorium. Um die besetzten Gebiete dennoch verteidigen zu können, übergab sie bei ihrem Abzug ihre Waffen an die örtlichen serbischen Milizen. Ebenso wurden die serbischen Rebellen der RSK und Paramilitärs militärisch reorganisiert, um aus der Struktur einer territorialen Verteidigung eine Armee zu formen. Damit war der Einsatz der JNA in Kroatien im Wesentlichen beendet. Die Republik Serbische Krajina (RSK) betrachtete die Waffenstillstandslinie als ihre Staatsgrenze.
Trotz des grundsätzlichen Waffenstillstands und des Rückzugs der JNA kam es in den folgenden zwei Jahren zu Kampfhandlungen. Einzelne kroatische Militäroperationen wurden durchgeführt, um zum einen kriegstaktisch wichtige Positionen zu erobern und zum anderen das Umland der kroatischen Städte unter Kontrolle zu bringen. Die Operationen Tigar und Čagalj in Süddalmatien dienten der Befreiung des Grenzgebiets zu Bosnien-Herzegowina sowie der Beendigung der Belagerung von Dubrovnik. Diese Operationen fanden bereits teilweise auf bosnisch-herzegowinischem Gebiet statt.
Vor allem aber die umstrittene Militäroperation Medak im Jahr 1993 schadete dem Ruf Kroatiens. Der Internationale Strafgerichtshof für das ehemalige Jugoslawien erhob wegen Kriegsverbrechen während dieser Militäroperation Anklage gegen die kroatischen Generäle Bobetko, Ademi und Norac. Im folgenden Jahr unternahm die kroatische Armee keine weiteren Operationen.
| Datum                          | Militäroperation |
| ------------------------------ | --- |
| 31. Oktober – 4. November 1991 | Militäroperation Otkos 10 300 km² in Region Bilogora (westlich der Region Slawonien und nördlich der Region Moslavina) |
| 01. – 13. Juli 1992            | Militäroperation Tigar (Hinterland von Dubrovnik)                                                                      |
| 21. – 22. Juni 1992            | Schlacht um Miljevci (zwischen Krka und Drniš)                                                                         |
| 22. Januar – 10. Februar 1993  | Operation Maslenica (Gebiet Maslenica in der Nähe von Zadar)                                                           |
| 09. – 17. September 1993       | Militäroperation Medak (ein Gebiet nahe der Stadt Gospić)                                                              |
| 01. – 2. Mai 1995              | Operation Bljesak (ein Gebiet in Westslawonien)                                                                        |
| 04. – 7. August 1995           | Operation Oluja (international nicht anerkannte Republik Serbische Krajina um Knin)                                    |

Um nicht in einem serbisch kontrollierten Staat zu bleiben, erklärte die bisherige jugoslawische Teilrepublik Bosnien und Herzegowina am 1. März 1992 im Gegenzug ihre Unabhängigkeit, weshalb sich die Kriegshandlungen in der Folge auf diese Republik verlagerten. Nach einem Waffenstillstandsabkommen im Mai 1992 verlegte die JNA einen Großteil ihrer Truppen und Kriegsgeräte nach Bosnien und Herzegowina, wo der Bosnienkrieg zu jener Zeit begann.

#### Kriegsausbruch in Bosnien und Herzegowina 1992
Kroatische und bosniakische Freiwillige aus Bosnien und Herzegowina schlossen sich der kroatischen Armee an. Gleichzeitig kämpften zahlreiche Freiwillige aus Kroatien auf der kroatischen und bosniakischen Seite in Bosnien und Herzegowina.
Einige der engsten Regierungsmitglieder in der Regierung von Präsident Tuđman, wie z. B. Gojko Šušak und Ivić Pašalić stammen aus der Herzegowina und unterstützten die Kroaten in Bosnien und Herzegowina finanziell und materiell.
Am 3. März 1992 brach der Krieg zwischen bosnischen Serben auf der einen und bosnischen Kroaten und Bosniaken auf der anderen Seite aus, nachdem die in Bosnien und Herzegowina lebenden Serben die „Serbische Republik in Bosnien-Herzegowina“ ausgerufen hatten. Der Krieg verlagerte sich verstärkt in den Osten.
Im Juni 1992 vereinbarten Tuđman und Izetbegović ein offizielles Militärabkommen zwischen beiden Ländern, das sowohl den Einsatz der kroatischen Streitkräfte als auch den der örtlichen HVO legitimierte.
Im Jahr 1993 brachen in einigen Regionen Bosnien und Herzegowinas dann auch Kämpfe zwischen Kroaten und Bosniaken aus, die auf kroatischer Seite hauptsächlich von der HVO geführt wurden. Diese wurden im Jahr 1994 durch das Abkommen von Washington beendet. In dessen Anschluss verbündeten sich HVO und die Armee der Republik Bosnien und Herzegowina, um gemeinsam gegen serbische Verbände vorzugehen.

### Kriegsverlauf ab Ende 1994

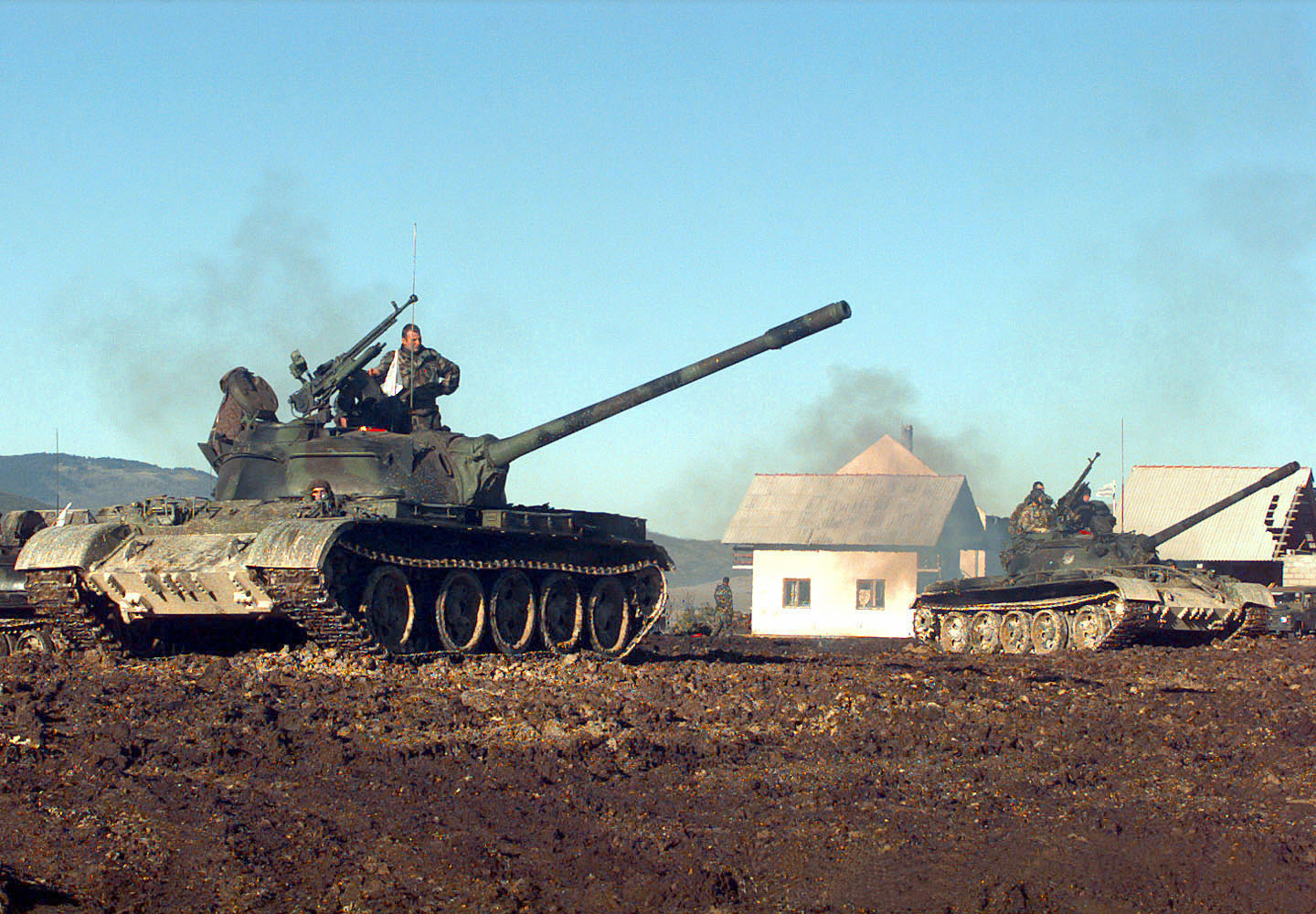
HVO-Truppen mit T-55-Panzern in der Nähe von Glamoč

Ende des Jahres 1994 intervenierte die kroatische Armee mehrmals in Bosnien: vom 1. November bis 3. November mit der Operation „Cincar“ nahe Kupres und vom 29. November bis 24. Dezember mit der Operation „Winter 94“ auf dem strategisch wichtigen Dinara-Massiv und bei Livno. Diese Operationen wurden auch zur Entlastung der damaligen Enklave und UN-Schutzzone Bihać unternommen.
Anfang 1995 wurde der Z4-Plan vorgelegt – ein Vorschlag über eine friedliche Wiedereingliederung der Republika Srpska Krajina in den kroatischen Staat unter Garantien weitreichender Autonomie nahe der Souveränität. Die Krajina-Serben lehnten dies ab und strebten stattdessen eine Vereinigung mit der Republika Srpska und Serbien an. In der Folge wuchs die Bereitschaft westlicher Staaten, die Kroaten bei der Rückeroberung ihres Staatsgebietes zu unterstützen. Am 28. April 1995 beschloss der UN-Sicherheitsrat die Resolution 990 (Schaffung der UNCRO).
Am 1. und 2. Mai 1995 rückeroberte die kroatische Armee einen serbisch kontrollierten Teil Westslawoniens (Operation Blitz). Am 2. und 3. Mai 1995 feuerten die Serben als Vergeltung für diese Offensive Raketen auf die Innenstädte von Zagreb, Sisak und Karlovac ab. Diese Bombardements mit Streubomben – angeordnet vom Präsidenten der Republika Srpska Krajina, Milan Martić – waren militärisch sinnlos und forderten sieben Todesopfer und 214 Verletzte.

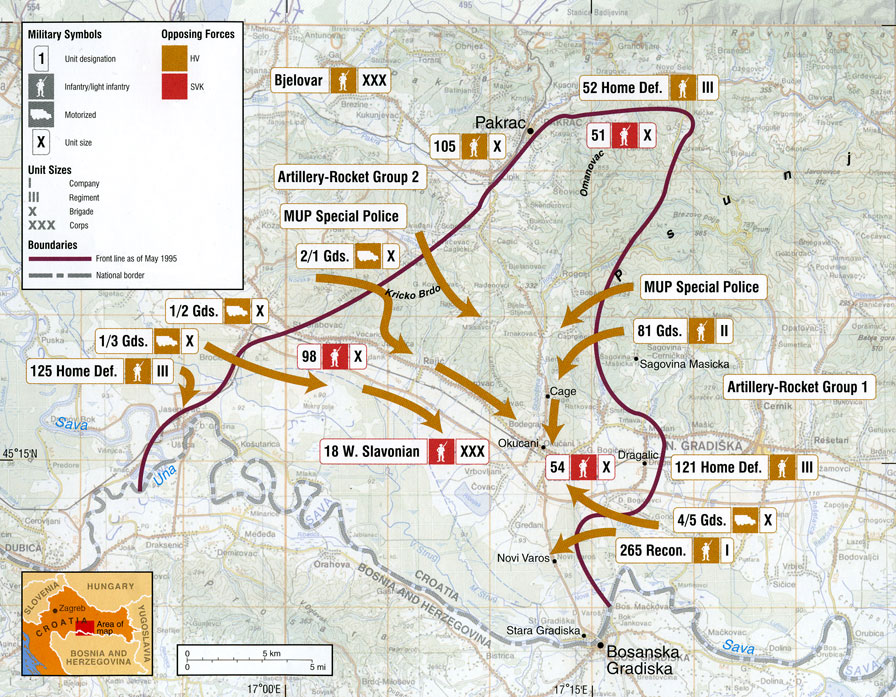
Plan der kroatischen Militäroperation Blijesak (Blitz)

Nach dem Bekanntwerden des Massakers von Srebrenica eroberte die kroatische Armee in der Operation Sommer '95 Ende Juli 1995 weitere Gebiete in Südbosnien und hatte damit den südlichen Teil der unter serbischen Herrschaft stehenden Krajina von drei Seiten umzingelt. Der Ministerpräsident der Serbischen Republik Krajina, Milan Babić, teilte am 3. August bei den Verhandlungen über den Z4-Plan in Genf dem US-Botschafter in Kroatien, Peter W. Galbraith, mit, er nehme den Z4-Plan an. Diese Erklärung wurde von Kroatien nicht akzeptiert, weil Milan Martić sich geweigert hatte, den Plan überhaupt entgegenzunehmen.
Am 4. August 1995 begannen kroatische Polizei und Armee die Militäroperation Oluja und eroberten in wenigen Tagen das gesamte Gebiet der RSK bis auf Ostslawonien, etwa 10.000 km². Dies entschied letztlich den Krieg zugunsten Kroatiens. Hilfreich für die kroatischen Truppen war dabei auch die Flugverbotszone über Bosnien und Herzegowina seit dem 12. April 1993. Diese wurde durch die Operation Deny Flight durchgesetzt und verhinderte Luftangriffe auf beiden Seiten. Auf kroatischer Seite waren auch international agierende Unternehmen wie MPRI beteiligt, die den Militärs Informationen und Kriegstaktiken lieferten. Kroatischen Quellen zufolge stellte die US-Regierung auch Satellitenaufnahmen zur Verfügung. Fünfzehn hochrangige US-Militärberater, angeführt vom pensionierten Zwei-Sterne-General Richard Griffiths, hätten Anfang 1995 in Zagreb geheime Gespräche geführt. Der aus Kroatien stammende Belgrader Militärexperte Aleksandar Radic äußerte die Vermutung, die kroatische Seite und Belgrad hätten einen Rückzug ohne langwierige serbische Gegenwehr vereinbart. Belgrad hatte kurz vor dem Beginn der Offensive einen entsprechend instruierten Befehlshaber in der Krajina eingesetzt. Milosevic, der eigentliche Lenker der kroatischen Serben, habe diese geopfert, weil er sich auf Bosnien konzentrieren musste.
Seither wird alljährlich am 5. August in Kroatien am Tag des Sieges und der heimatlichen Dankbarkeit (Dan pobjede i domovinske zahvalnosti) der Beendigung und der Opfer des Krieges gedacht.

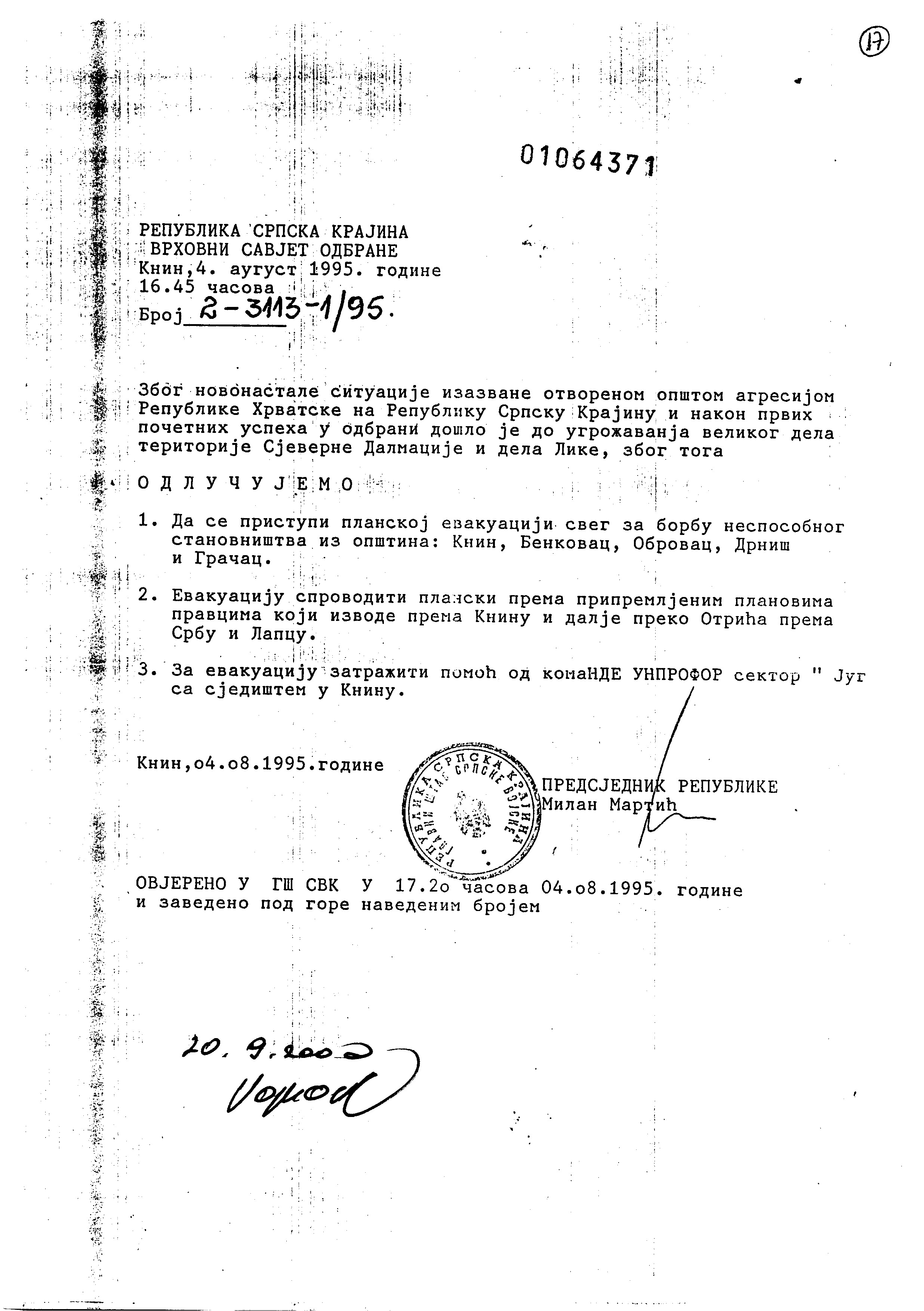
Beschluss zur Evakuierung der serbischen Bevölkerung aus den Gebieten der RSK durch den Verteidigungsrat der Republik Serbische Krajina (gezeichnet durch Milan Martić) vom 4. August 1995

Während und nach der kroatischen Operation Oluja flohen aus Angst vor Übergriffen zwischen 150.000 und 200.000 Serben aus der Krajina in die benachbarte Republika Srpska in Bosnien-Herzegowina und nach Serbien und Montenegro, aber auch in die zunächst noch von den Serben gehaltenen Gebiete in Ostslawonien. Die politische Führung der Krajina-Serben hatte angesichts der sich abzeichnenden Niederlage die Evakuierung angeordnet. Nach Auffassung des ICTY hatte der Beschluss zur Evakuierung wenig bis keinen Einfluss auf den Exodus der Serben, da die Bevölkerung zum Zeitpunkt des Evakuierungsbeschlusses bereits auf der Flucht war. Danach wurden zahlreiche der verlassenen serbischen Häuser zerstört oder es wurden dort kroatische Flüchtlinge aus Bosnien angesiedelt (→ ethnische Entmischung). Der Anteil von Serben an der Gesamtbevölkerung Kroatiens sank von 12 % auf etwa 4 %.
In den folgenden Wochen setzte die kroatische Armee ihre militärische Offensive gegen die serbischen Truppen in Bosnien und Herzegowina fort; sie ging gemeinsam mit bosnischen Regierungstruppen gegen die serbischen Truppen vor, die unter dem Kommando von Ratko Mladić standen (Operation Maestral). Vor der Einnahme der Stadt Banja Luka wurde die Offensive auf Druck der US-Regierung gestoppt, die eine weitere große serbische Flüchtlingswelle befürchtete.
Am 30. August 1995 startete die Operation Deliberate Force: acht NATO-Staaten flogen über 3000 Luftangriffe gegen Stellungen der bosnischen Serben, um diese zum Abzug der schweren die UN-Schutzzonen bedrohenden Waffen zu bewegen. Die Luftschläge und die erfolgreiche Bodenoffensive der Kroaten und Bosniaken bewegten die bosnischen Serben zum Einlenken. Der Bosnienkrieg endete; am 14. Dezember 1995 wurde das Abkommen von Dayton unterzeichnet.

## Kriegsende
Nach den kroatischen Militäroperationen im Sommer und Herbst 1995 wurde von den Truppen der RSK nur noch ein kleines Gebiet im Osten Kroatiens gehalten. Am 12. November 1995 wurde dann das Abkommen von Erdut verabschiedet, das die friedliche Reintegration des Gebietes nach Kroatien, die Überwachung der Entmilitarisierung sowie die Rückkehr von Flüchtlingen und die Durchführung von Wahlen in den kroatischen Regionen vorsah. Mit dem Abkommen von Dayton, das am 14. Dezember 1995 in Paris unterzeichnet wurde, ging auch der Bosnienkrieg zu Ende. Beide Verträge stellen den Endpunkt des Kroatienkrieges dar. Die serbisch kontrollierten Gebiete an der Grenze zur Vojvodina, Ostslawonien um Vukovar und die Baranja kamen ab 1996 unter eine provisorische UN-Verwaltung (United Nations Transitional Administration for Eastern Slavonia, Baranja and Western Sirmium, UNTAES) und wurden 1998 auf friedliche Weise wieder unter die Kontrolle Kroatiens gestellt. Etwa 80.000 Serben flüchteten jedoch im Zuge dessen nach Serbien und Montenegro.

### UN-Resolutionen nach dem Kriegsende
Am 15. Januar 1996 wurde vom UN-Sicherheitsrat durch die Resolution 1037 eine Übergangsverwaltung in Ostslawonien eingerichtet (UNTAES).
Eine Friedenssicherungsmission auf der Halbinsel Prevlaka im Süden Kroatiens wurde am 27. November 1996 vom UN-Sicherheitsrat durch Resolution 1083 (UNMOP) eingerichtet.
Am 19. Dezember 1997 wurde vom UN-Sicherheitsrat die Resolution 1145 verabschiedet. Diese führte zur Gründung der United Nations Police Support Group (UNPSG), die in der Übergangszeit die kroatischen Polizeikräfte in der UNTAES-Region überwachte. Nach dem Ablauf des Mandates der UNPSG Ende 1998 übernahm die Organisation für Sicherheit und Zusammenarbeit in Europa (OSZE) die Aufsicht der Polizeikräfte.

## Politischer Weg zur Unabhängigkeit
Kroatien wurde vor dem Dezember 1991 von Slowenien, Litauen, der Ukraine, Lettland und Estland anerkannt. Diese Staaten waren zu dieser Zeit jedoch selbst noch nicht international anerkannt. Am 19. Dezember 1991 wurde Kroatien von Island anerkannt, das somit lange vor allen anderen Staaten der Welt bereits Kroatien anerkannte. Auch Deutschland ließ am selben Tag eine derartige Entscheidung verkünden – entschloss sich aber, mit der Ratifizierung abzuwarten. Am 13. Januar 1992 wurde Kroatien vom Heiligen Stuhl anerkannt. Tags darauf folgte San Marino. Frankreich, Großbritannien und die USA waren jedoch weiterhin gegen eine Anerkennung. Am 15. Januar folgte schließlich inmitten des heftigen Krieges die Anerkennung der unabhängigen Republik Kroatien durch alle zwölf Staaten der damaligen EG, wie auch durch Österreich, Bulgarien, Kanada, Malta, Polen, die Schweiz und Ungarn. Bis Ende Januar 1992 wurde Kroatien noch von sieben anderen Staaten anerkannt: Finnland, Rumänien, Albanien, Bosnien und Herzegowina, Brasilien, Paraguay und Bolivien. Der erste asiatisch-islamische Staat, der Kroatien anerkannte, war der Iran. Erstes afrikanisch-islamisches Land, das Kroatien anerkannte, war Ägypten.
Unter internationaler Vermittlung wurde Anfang 1992 ein Waffenstillstand geschlossen. Demnach verpflichtete sich die jugoslawische Armee, ihre Truppen aus Kroatien abzuziehen. In die umkämpften Gebiete wurde eine Friedenstruppe der Vereinten Nationen entsandt (UNPROFOR), die jedoch kein militärisches Mandat hatte, sondern lediglich beobachtende Funktionen wahrnehmen durfte. Die serbisch kontrollierten Teile Kroatiens blieben völkerrechtlich Teil Kroatiens. Über ihren endgültigen Status sollte in Verhandlungen zwischen der kroatischen Regierung und den örtlichen Serben entschieden werden.
Bis zur Vollmitgliedschaft in den Vereinten Nationen am 22. Mai 1992 wurde Kroatien von Russland, Japan, den USA, Israel und China anerkannt. Seit dem 24. März 1992 ist Kroatien Mitglied der OSZE.

## Minensituation in Kroatien

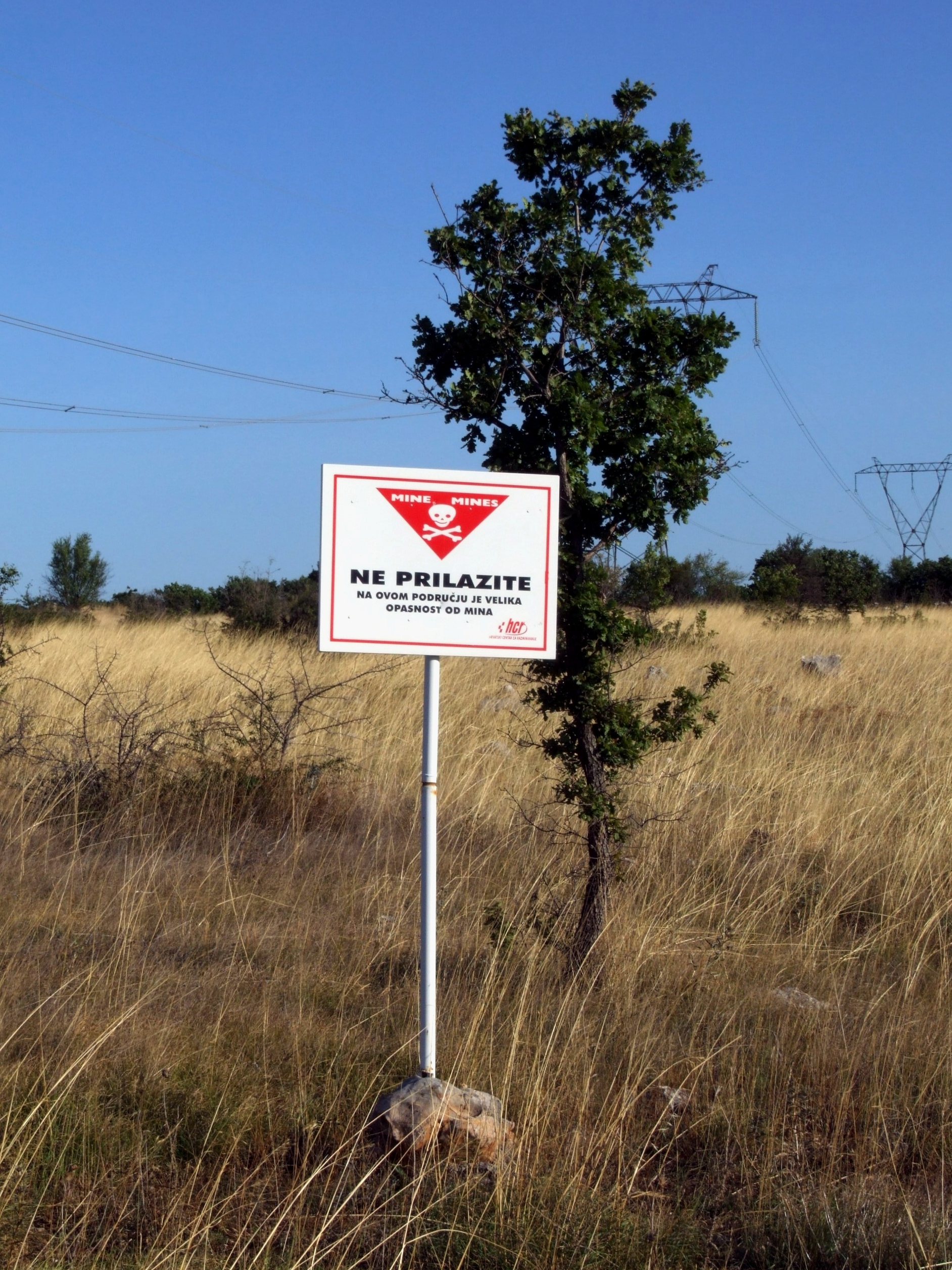
Minen-Warnschild

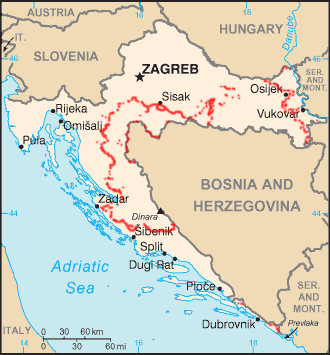
Minensituation in Kroatien 1995

In einigen der bis 1995 umkämpften Gebieten besteht bis heute eine Gefährdung durch Landminen. Dies gilt insbesondere für Teile der damaligen Frontlinien. 2024 wird geschätzt, dass in Kroatien noch etwa 9.800 Minen auf insgesamt 82,7 Quadratkilometern als belastet ausgewiesener Fläche verstreut sind. 2012 hatte diese Zahl noch etwa 90.000 auf 736 Quadratkilometern betragen. Da in der Regel keine Lagepläne über die Minenfelder angelegt wurden, ist die Minenbeseitigung sehr aufwendig. Betroffen sind noch Gebiete in den Gespanschaften Karlovac, Lika-Senj, Sisak-Moslavina und Split-Dalmatien. Seit 2012 wurden die restlichen Minenfelder in den Gespanschaften Brod-Posavina (2018), Dubrovnik-Neretva (2014), Osijek-Baranja (2023), Požega-Slawonien (2022), Šibenik-Knin (2023), Virovitica-Podravina (2014), Vukovar-Syrmien (2016) und Zadar (2021) geräumt.

## Flüchtlinge

### Flucht / Vertreibung der Kroaten aus der Krajina zu Beginn des Krieges

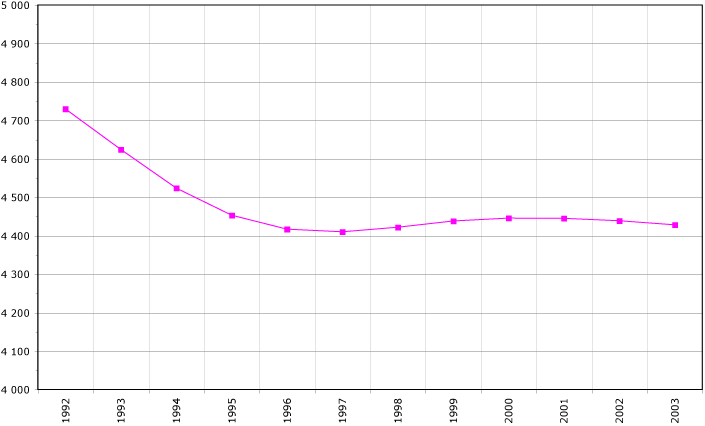
Demographische Entwicklung in Kroatien (1992–2003)

170.000 Kroaten wurden im Jahr 1991 aus den kroatischen Gebieten vertrieben, die unter die Kontrolle serbischer Freischärler und der JNA gelangt waren. Letztlich wurden etwa 196.000 Kroaten vertrieben oder sind geflohen. In anderen kroatischen Gebieten suchten in den Jahren 1991–1995 hunderttausende Vertriebene aus serbisch besetzten Gebieten Kroatiens und aus Bosnien-Herzegowina Zuflucht. Ein Teil der Vertriebenen zog weiter in EU-Staaten oder in die USA, ein anderer Teil kehrte nach 1995 zurück in ihre Heimat.
Die Unterbringung, medizinische Versorgung, Versorgung mit Nahrung und auch der Schulunterricht wurden für die anfallenden Flüchtlinge nahezu völlig vom kroatischen Staat getragen und finanziert. Von internationalen Hilfsorganisationen wurden Nahrungslieferungen erhalten, für etwa 95 % der Kosten kam jedoch die kroatische Regierung auf. Dieses belastete die kroatische Wirtschaft neben der enormen Kriegsschäden zusätzlich. Der damalige amerikanische Botschafter in Kroatien verglich in einem Interview am 8. November 1993 die staatliche Last Kroatiens mit der von plötzlichen 30.000.000 Einwanderern in den USA.

### Zahlen der geflohenen/vertriebenen Serben am Ende des Krieges
Von den ursprünglich etwa 220.000 geflohenen und letztlich teilweise vertriebenen Serben waren bis 2005 etwa 50.000 zurückgekehrt. Den etwa 50.000 direkt am bewaffneten Aufstand beteiligten Serben wurde eine generelle Amnestie gewährt, sofern keine individuellen Verbrechen nachgewiesen werden können.
Serbische Angaben
- 250.000 geflohene/vertriebene Serben nach der Militäroperation Oluja

Kroatische Angaben
- 90.000[54] geflohene oder vertriebene Serben nach der Operation Oluja

Internationale Angaben
- Amnesty International[55] und Human Rights Watch:[56] 300.000, darunter 35.000 bis 45.000 Soldaten der militärisch besiegten Armee der Republik Serbische Krajina. Im August 2005 waren rund 200.000 Flüchtlinge immer noch nicht in ihre Orte zurückgekehrt.
- UNO und BBC:[57][58] 200.000, darunter 35.000 bis 45.000 Soldaten der militärisch besiegten Armee der Republik Serbische Krajina nach der Militäroperation Oluja.

## Reflexion

### Weltpolitische Einordnung
Der Krieg in Kroatien brach aus, als der Fokus der Welt auf den Irak und den Golfkrieg sowie damit verbunden auch auf die steigenden Ölpreise und die lahmende Weltwirtschaft gerichtet war. Dennoch wurde die Situation auf dem Balkan immer mehr zum neuen weltpolitischen Brennpunkt. Die Vorgänge wurden von den verschiedenen Staaten unterschiedlich eingeschätzt.
Während die westlichen Staaten, allen voran Deutschland, Österreich und Ungarn, Kroatien nahestanden, standen Russland und Griechenland traditionell auf der Seite Serbiens. Stimmen aus dem Westen, allen voran aus Großbritannien (Premierminister John Major) und den USA (erst George Bush, dann Bill Clinton) waren gegen die Haltung Deutschlands und gegen die staatliche Unabhängigkeit Kroatiens und Sloweniens, da sie einen Krieg befürchteten. Kritiker waren auch Lawrence Eagleburger und Warren Christopher. Zu diesem Zeitpunkt war der Krieg jedoch schon in vollem Gange: Die kroatischen Städte Vukovar, Dubrovnik, Osijek und Karlovac wurden massiv von der jugoslawischen Armee und serbischen Paramilitärs angegriffen. Die internationale Anerkennung Kroatiens fand erst nach den massiven Zerstörungen dieser Städte statt. Selbst das Mandat der UN-Friedenstruppe konnte jedoch aufgrund des reinen Beobachterstatus keine Ruhe in die Regionen bringen. Das UNPROFOR-Mandat gilt daher international als gescheitert.

### Waffenembargo

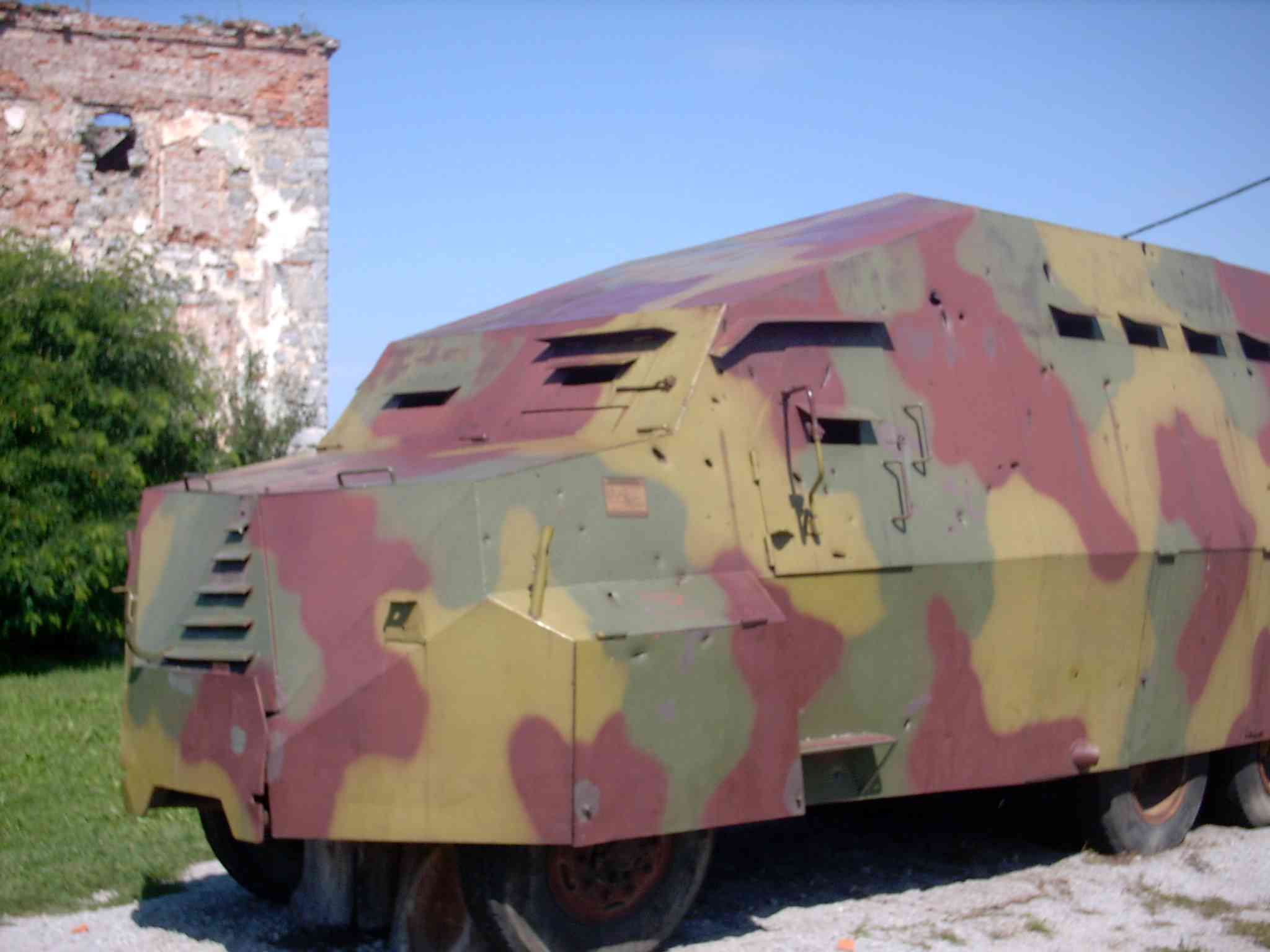
Zum Truppentransporter umgebauter kroatischer LKW

Die internationale Staatengemeinschaft verhängte über das gesamte ehemalige Jugoslawien ein Waffenembargo. Die waffentechnisch weit unterlegene kroatische Armee, die anfangs lediglich von umgewandelten Polizeitruppen gestellt wurde, konnte sich meist lediglich durch erbeutete Waffen aus Beständen der JNA und durch Waffenschmuggel aus Drittstaaten Waffen beschaffen. Mit der Zeit formierte sich jedoch die Hrvatska Vojska (kroatische Armee). Nach dem Ausbruch des Krieges in Bosnien-Herzegowina schlossen sich die dortigen kroatischen Truppen zur HVO zusammen. Teilweise arbeiteten sie mit der bosnischen Regierungsarmee zusammen, teilweise bekämpften sie sich gegenseitig.

### Freiwillige Beteiligung am Krieg
Am Krieg waren auch Freiwillige beteiligt, die zum großen Teil aus der Diaspora in Westeuropa oder Nordamerika zum Kriegsschauplatz kamen. Der bekannteste dieser „Rückkehrer“ war der vom Internationalen Strafgerichtshof für das ehemalige Jugoslawien nach erstinstanzlicher Verurteilung letztlich freigesprochene Ante Gotovina. Des Weiteren waren hunderte ausländischer Söldner ohne jugoslawische Wurzeln am Krieg beteiligt, davon viele aus dem rechtsextremen Spektrum.

### Staatenklagen
Seit Juli 1999 war eine Klage Kroatiens gegen Serbien als Fortsetzerstaat der Bundesrepublik Jugoslawien beim Internationalen Gerichtshof anhängig. Serbien habe insbesondere durch Unterstützung ethnischer Säuberungen an Kroaten und anderen Nichtserben in von Krajina-Serben kontrollierten Gebieten gegen die UN-Völkermordkonvention verstoßen. Es soll daher zur Verfolgung und Bestrafung der verantwortlichen Personen, Herausgabe von Informationen über vermisste kroatische Staatsangehörige, Zahlung von Schadensersatz und Herausgabe geraubter Kulturgüter verurteilt werden.
Serbien erhob im Verfahren gegen Kroatien im Januar 2010 Widerklage, nach der Kroatien mit der Militäroperation „Sturm“ selbst gegen die UN-Völkermordkonvention verstoßen haben soll und daher zur Zahlung von Schadensersatz und Ermöglichung der Rückkehr serbischer Flüchtlinge zu verurteilen sei. Darüber hinaus habe Kroatien dem serbischen Begehren nach den als staatlichen Feiertag begangenen „Tag des Sieges und der heimatlichen Dankbarkeit und Tag der kroatischen Verteidiger“ abzuschaffen.
Im Februar 2015 sprach der Gerichtshof beide Staaten von den Völkermord-Vorwürfen frei. So habe es zwar ethnische Säuberungen sowohl von Serben gegen Kroaten als auch von Kroaten gegen Serben gegeben, eine Absicht, die jeweils andere Gruppe vernichten zu wollen, könne jedoch nicht nachgewiesen werden.

## Bezeichnungen des Krieges

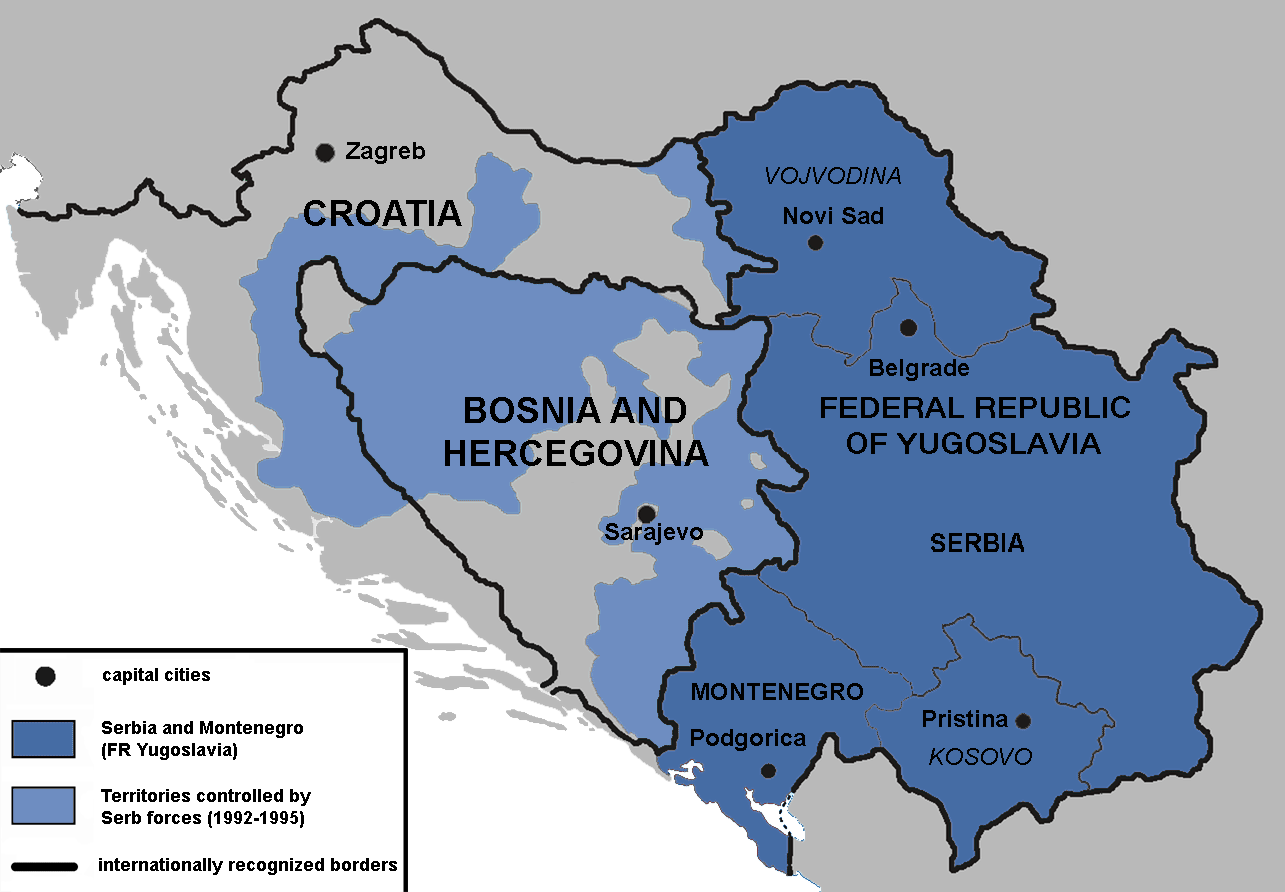
Serbisch kontrollierte Gebiete in den Jugoslawienkriegen (1992)

Der Krieg wird im Deutschen kurz Kroatien-Krieg, Kroatienkrieg, oft auch Kroatischer Unabhängigkeitskrieg genannt.
Es existieren zwei Ansichten über den Krieg, zum einen, dass es sich um einen Bürgerkrieg handelte, zum anderen um einen internationalen Krieg. Weder die Bundesrepublik Jugoslawien noch der Staat Kroatien haben eine Kriegserklärung abgegeben. Die Kampfhandlungen fanden ausschließlich in Kroatien statt. Nach serbischer Ansicht handelte es sich bei dem Krieg um einen Bürgerkrieg zwischen in Kroatien lebenden Serben und Kroaten. Der Großteil der Kroaten hingegen betrachtet den Krieg als jugoslawische Aggression gegen Kroatien (da die aufständischen Serben militärisch, finanziell und logistisch von Serbien abhängig waren), die eine Abspaltung unterbinden sollte. Das ICTY betrachtet den Beginn des Krieges als Bürgerkrieg. Ab dem 8. Oktober 1991, als Kroatien seine Unabhängigkeit erklärte und als JNA-Truppen in Kroatien eingriffen, handelte es sich nach Ansicht des Tribunals um einen internationalen Krieg.
In Kroatien bezeichnet man den Krieg meist als Domovinski rat („Heimatkrieg“); die Kroatische Enzyklopädie definiert ihn als „Verteidigungskrieg für die Unabhängigkeit und Integrität des kroatischen Staates gegen die Aggression vereinigter großserbischer Kräfte – Extremisten in Kroatien, der JNA, Serbien und Montenegro“.

## Zeittafeln der wichtigsten Ereignisse

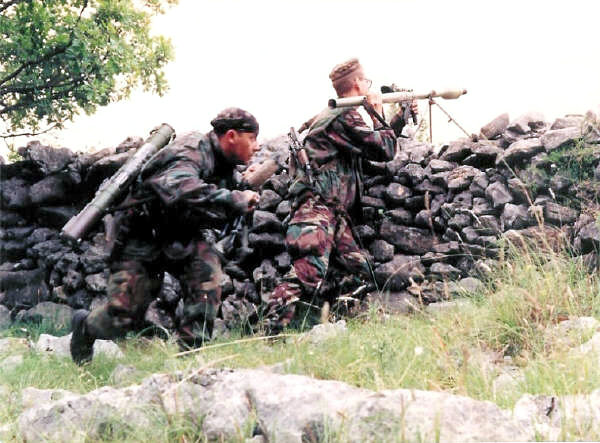
Kroatische Soldaten im Gefecht

### Kampfhandlungen
| Datum                 | Kampfhandlung                                                                                       |
| --------------------- | --------------------------------------------------------------------------------------------------- |
| 17. August 1990       | Baumstammrevolution (balvan revolucija)                                                             |
| 31. März 1991         | Bewaffneter Zwischenfall bei den Plitvicer Seen, ein kroatischer Polizist wird erstes Todesopfer    |
| 19. Juni 1991         | Schlacht um Dubrovnik beginnt                                                                       |
| 000Mai 1991           | Schlacht um Vukovar beginnt                                                                         |
| 07. Oktober 1991      | Bombardierung von Zagreb durch serbische Kampfflugzeuge                                             |
| 20. November 1991     | Schlacht um Vukovar endet, Massaker von Vukovar, Ovčara (255 Tote, darunter auch Nicht-Kroaten)     |
| 000Dezember 1991      | Schlacht um Dubrovnik beendet                                                                       |
| 21. Juni 1992         | Schlacht um Miljevci                                                                                |
| 02. – 03. Mai 1995    | Zagreber Raketenbeschuss                                                                            |
| 04. – 07. August 1995 | Operation Oluja – effektives Ende des Krieges und Wiedereingliederung der meisten besetzten Gebiete |

### Kroatische Militäroperationen

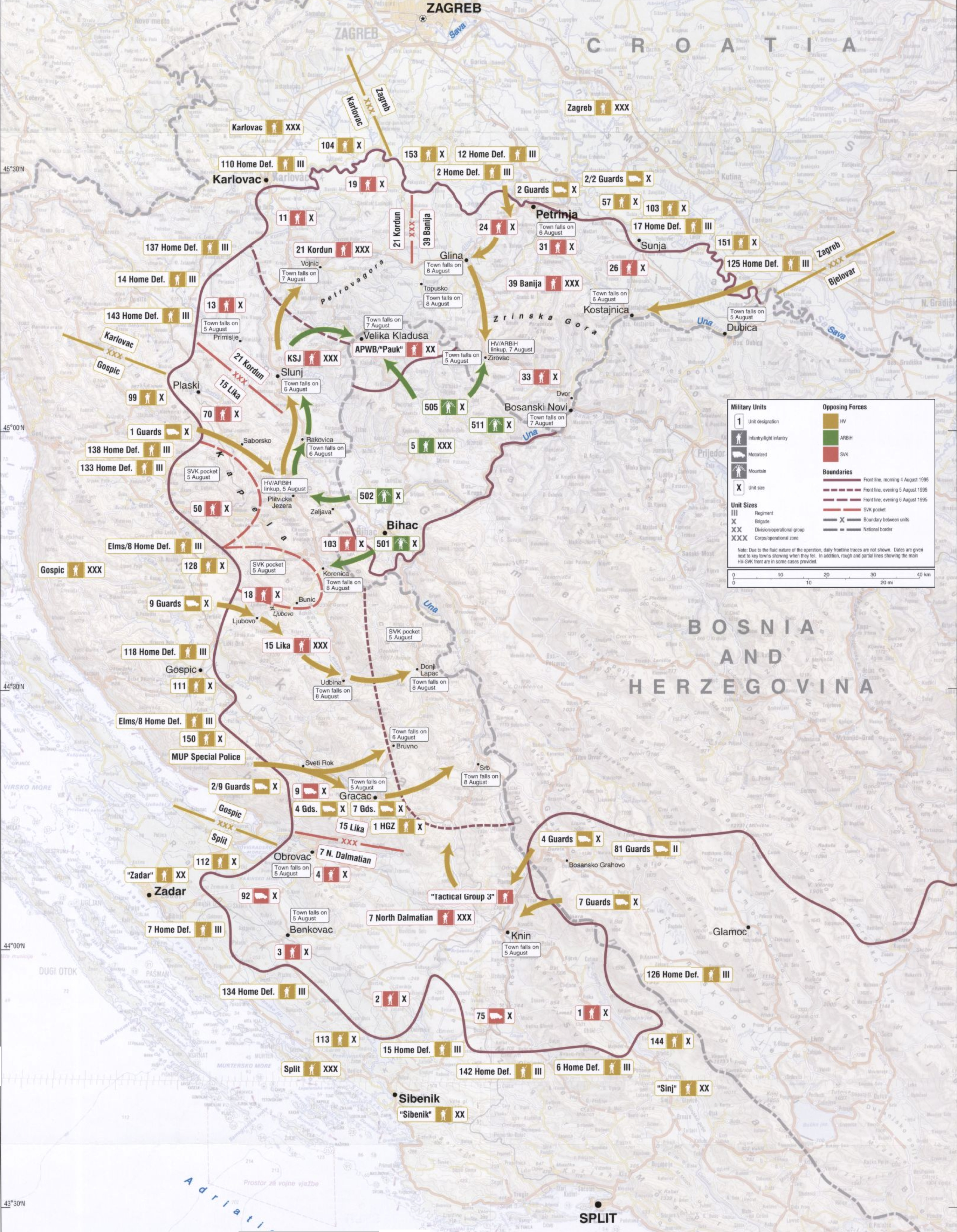
Plan der kroatischen Militäroperation Oluja (Sturm)

| Datum                              | Militäroperation       |
| ---------------------------------- | ---------------------- |
| 25. August – 18. November 1991     | Schlacht um Vukovar    |
| 29. Oktober 1991 – 03. Januar 1992 | Operation Orkan 1991   |
| 31. Oktober – 04. November 1991    | Operation Otkos 10     |
| 28. November – 26. Dezember 1991   | Operation Strijela     |
| 01. Juli – 13. Juli 1992           | Operation Tigar        |
| 22. Januar – 01. Februar 1993      | Operation Maslenica    |
| 09. – 17. September 1993           | Militäroperation Medak |
| 01. – 03. Mai 1995                 | Operation Bljesak      |
| 04. – 07. August 1995              | Operation Oluja        |
| 08. – 15. September 1995           | Operation Maestral     |

### Diplomatischer Verlauf
| Datum             | Diplomatischer Verlauf                                                                                |
| ----------------- | --- |
| 07. Juli 1991     | Unabhängigkeitserklärung Kroatiens und Sloweniens, Brioni-Abkommen                                    |
| 15. Januar 1992   | Kroatien wird von zahlreichen EG-Staaten anerkannt                                                    |
| 21. Februar 1992  | Beginn der UNPROFOR-Mission, Stationierung von 16.000 UN-Soldaten in Kroatien und Bosnien-Herzegowina |
| 18. März 1994     | Washingtoner Abkommen                                                                                 |
| 000April 1993     | Ausbruch bewaffneter Konflikte zwischen Kroaten und Muslimen in Bosnien und Herzegowina               |
| 12. November 1995 | Abkommen von Erdut                                                                                    |
| 14. Dezember 1995 | Abkommen von Dayton                                                                                   |
| 15. Januar 1996   | Einrichtung einer Übergangsverwaltung in Ostslawonien (UNTAES)                                        |
| 23. August 1996   | Normalisierungsabkommen zwischen Kroatien und Jugoslawien                                             |
| 27. November 1996 | Friedenssicherungsmission auf der Halbinsel Prevlaka (UNMOP)                                          |
| 19. Dezember 1997 | Einrichtung einer Unterstützungsgruppe für die zivile Polizei in Ostslawonien (UNPSG)                 |

### Verbrechen an der Zivilbevölkerung
In der nachfolgenden Tabelle werden Opfer von Seiten der regulären Streitkräfte, der Polizeikräfte oder organisierten Paramilitärs nicht beachtet. Die große Mehrheit der hier angeführten Toten sind Kroaten.
| Datum                           | Ereignis                                                           |
| ------------------------------- | ------------------------------------------------------------------ |
| 02. Mai 1991                    | Scharmützel von Borovo Selo                                        |
| 21. September 1991              | Massaker von Dalj durch Paramilitärs von Željko Ražnatović „Arkan“ |
| 04. Oktober 1991                | Dalj ebenfalls durch Beteiligung von Željko Ražnatović „Arkan“     |
| 10. Oktober 1991                | Massaker von Široka Kula                                           |
| 16. – 18. Oktober 1991          | Massaker von Gospić                                                |
| 18. Oktober 1991                | Massaker von Lovas                                                 |
| 21. Oktober 1991                | Massaker von Dubica, Voćin                                         |
| 000August–November 1991         | Saborsko, Poljanak und Lipovanić                                   |
| 09. November 1991               | Erdut, Dalj Planina und Erdut Planina                              |
| 11. November 1991               | Klis (Slawonien)                                                   |
| 12. November 1991               | Kriegsverbrechen in Saborsko                                       |
| 18. November 1991               | Massaker von Škabrnja                                              |
| 19. November 1991               | Nadin                                                              |
| 18. – 20. November 1991         | Lager Dalj                                                         |
| 20. November 1991               | Massaker von Vukovar                                               |
| 10. Dezember 1991               | Erdut                                                              |
| 13. Dezember 1991               | Massaker von Voćin                                                 |
| 26. Dezember 1991               | Erdut                                                              |
| 21. Februar 1992                | Erdut                                                              |
| 04. Mai 1992                    | Grabovac                                                           |
| 01. Oktober – 07. Dezember 1992 | Dubrovnik                                                          |

Quellen: Zeitungsartikel mit Bezug auf die kroatische Nachrichtenagentur Hina. Opferzahlen werden im Bericht und den entsprechenden Artikeln genannt.

## Medien
- Harrison’s Flowers (2000), von Élie Chouraqui. Ein Journalist verschwindet in Vukovar. Seine Frau begibt sich auf die Suche nach ihm.
- Bruderkrieg – Der Kampf um Titos Erbe (Original: The Death of Yugoslavia, 1995). Eine BBC-Serie mit Interviews aller Kriegsparteien. Die deutschsprachige Version wurde vom ORF koproduziert.
- Hrvatska Ljubavi Moja Jakov Sedlar, von Jakov Sedlar. Einzelheiten zur Militäroperation Oluja und den Krieg als Ganzes.
- Emergency Room – Die Notaufnahme. Dr. Luka Kovac, gespielt von Goran Visnjic, verliert seine Frau und Kinder im Krieg. Sie werden im Krieg von einer Granate im Haus getötet.

### Internationale Darstellungen
- Nikica Barić: Srpska pobuna u Hrvatskoj 1990–1995. Golden marketing. Tehnička knjiga, Zagreb 2005.
- Central Intelligence Agency [CIA] – Office of Russian and European Analysis (Hrsg.): Balkan Battlegrounds: A Military History of the Yugoslav Conflict. Bände I–II (2002, 2003). Washington DC.
- Laura Silber, Allan Little: Yugoslavia: Death of a Nation. Penguin, 1997, ISBN 0-14-026263-6.
- Warren Zimmermann (Hrsg.): War in the Balkans: A Foreign Affairs Reader. Council on Foreign Relations Press, 1999, ISBN 0-87609-260-1.
- Volker Schaffhauser: Das Kroatische Donaugebiet und die Veränderung seiner Strukturen durch den Krieg 1991-1995. Eine politische historisch-geographische Analyse (Diss. 2014, PDF, 47 MB)

### Berichte aus der Republik Serbische Krajina
- RSK, Vrhovni savjet odbrane, Knin, 4. avgust 1995., 16.45 časova, Broj 2-3113-1/95. Faksimil ovog dokumenta objavljen je u/The faximile of this document was published in: Rade Bulat „Srbi nepoželjni u Hrvatskoj“, Naš glas (Zagreb), br. 8–9., septembar 1995., S. 90–96 (faksimil je objavljen na stranici 93./the faximile is on the page 93.).
- Vrhovni savjet odbrane RSK (Das Verteidigungsministerium der Republik Serbische Krajina) brachte am 4. August 1995 um 16.45 eine Erklärung heraus. Diese wurde von Milan Martić unterzeichnet und später vom Glavni štab SVK (Stab der Republik of Serb Krajina Armee) um 17.20 abgesegnet.
- RSK, Republički štab Civilne zaštite, Broj: Pov. 01–82/95., Knin, 2. August 1995., HDA, Dokumentacija RSK, kut. 265
- RSK, Republički štab Civilne zaštite, Broj: Pov. 01–83/95., Knin, 2. August 1995., Pripreme za evakuaciju materijalnih, kulturnih i drugih dobara (The preparations for the evacuation of material, cultural and other goods), HDA, Dokumentacija RSK, kut. 265

### Serbische Darstellungen
- Drago Kovačević: Kavez – Krajina u dogovorenom ratu. Beograd 2003, S. 93–94.
- Milisav Sekulić: Knin je pao u Beogradu. Bad Vilbel 2001, S. 171–246, S. 179.
- Marko Vrcelj: Rat za Srpsku Krajinu 1991–95. Beograd 2002, S. 212–222.
- Miodrag Starčević, Nikola Petković: Croatia '91. With Violence and Crimes against Law. Military Publishing and Newspaper House, Beograd 1991.